# Tour d'Italie féminin 2013
La 24e édition du Tour d'Italie féminin (Giro Rosa en italien) a lieu du 30 juin au 7 juillet 2013. La course fait partie du calendrier UCI féminin en catégorie 2.1. Les premières étapes se déroule dans le sud de l'Italie avant que le parcours ne remonte progressivement vers le nord. Les deux étapes de montagne sont la cinquième et sixième. Un contre-la-montre individuel vient conclure l'épreuve.
Kirsten Wild remporte la première étape au sprint, mais Marianne Vos endosse le maillot rose. Le lendemain, Giorgia Bronzini se montre la plus rapide. Marianne Vos est échappée durant toute la troisième étape et s'impose. Elle est également la plus véloce dans la dernière ascension le lendemain. Sur l'étape vers le Monte Beigua, Mara Abbott distance ses adversaires et s'empare du maillot rose. Elle récidive le lendemain vers San Domenico di Varzo. Sur cette étape, Fabiana Luperini, troisième du classement général, est disqualifiée pour avoir un vélo trop léger. Marianne Vos lève les bras sur une troisième étape au sprint sur la septième étape. Ellen van Dijk s'adjuge le contre-la-montre qui ne provoque pas de changement majeur au classement général. Mara Abbott gagne ainsi un deuxième Tour d'Italie devant Tatiana Guderzo et Claudia Häusler. Elle est aussi meilleure grimpeuse. Marianne Vos remporte pour la cinquième fois le classement par points. Francesca Cauz est la meilleure jeune et Tatiana Guderzo la meilleure Italienne.

## Présentation

### Parcours
La course débute dans les Pouilles, au sud de l'Italie. Les deux premières étapes sont plates. La troisième présente plus de relief et se conclut par une côte raide à Cerro al Volturno. Les deux étapes les plus difficiles sont les cinquième et sixième. L'une s'élance de Varazze, au bord de la mer, en Ligurie, pour aller escalader le Monte Beigua. La seconde démarre de Premia pour se conclure dans la station de ski de San Domenico di Varzo. La septième étape se déroule dans la banlieue de Milan, à Corbetta, et est relativement plate. La dernière étape est un contre-la-montre à Crémone.

### Équipes
| Équipes féminines professionnelles (18)- BePink - Bizkaia-Durango - Boels Dolmans - Faren-Kuota - Hitec Products - Lotto-Belisol Ladies - MCipollini-Giordana - Orica-AIS - Pasta Zara-Cogeas - Rabo Women - RusVelo - SC Michela Fanini Rox - Servetto Footon - Specialized-Lululemon - Tibco-To the Top - Top Girls Fassa Bortolo - Vaiano Fondriest - Wiggle Honda Équipes nationales (2)- Pays-Bas - États-Unis |
| |

### Favorites
Il y a quatre anciennes vainqueurs au départ avec : Fabiana Luperini (en 1995, 1996, 1997, 1998 et 2008), Claudia Häusler (2009), Mara Abbott (2010) et Marianne Vos (2011 et 2012). Elles sont logiquement favorites de l'épreuve.

## Étapes
| Étape     | Date     | Villes étapes                             | type                        | Distance (km) | Vainqueur d'étape | Leader du classement général |
| --------- | -------- | ----------------------------------------- | --------------------------- | ------------- | ----------------- | ---------------------------- |
| 1re étape | 30 juin  | Giovinazzo – Margherita di Savoia         | étape de plaine             | 117,8         | Kirsten Wild      | Marianne Vos                 |
| 2e étape  | 1 juill. | Pontecagnano Faiano – Pontecagnano Faiano | étape de plaine             | 99,6          | Giorgia Bronzini  | Marianne Vos                 |
| 3e étape  | 2 juill. | Cerro al Volturno – Cerro al Volturno     | étape vallonnée             | 111           | Marianne Vos      | Marianne Vos                 |
| 4e étape  | 3 juill. | Monte San Vito – Castelfidardo            | étape de plaine             | 137,2         | Marianne Vos      | Marianne Vos                 |
| 5e étape  | 4 juill. | Varazze – Monte Beigua                    | étape de montagne           | 73,3          | Mara Abbott       | Mara Abbott                  |
| 6e étape  | 5 juill. | Premia – San Domenico di Varzo            | étape de montagne           | 121           | Mara Abbott       | Mara Abbott                  |
| 7e étape  | 6 juill. | Corbetta – Corbetta                       | étape de plaine             | 120           | Marianne Vos      | Mara Abbott                  |
| 8e étape  | 7 juill. | Crémone – Crémone                         | contre-la-montre individuel | 16            | Ellen van Dijk    | Mara Abbott                  |

## Déroulement de la course

### 1reétape

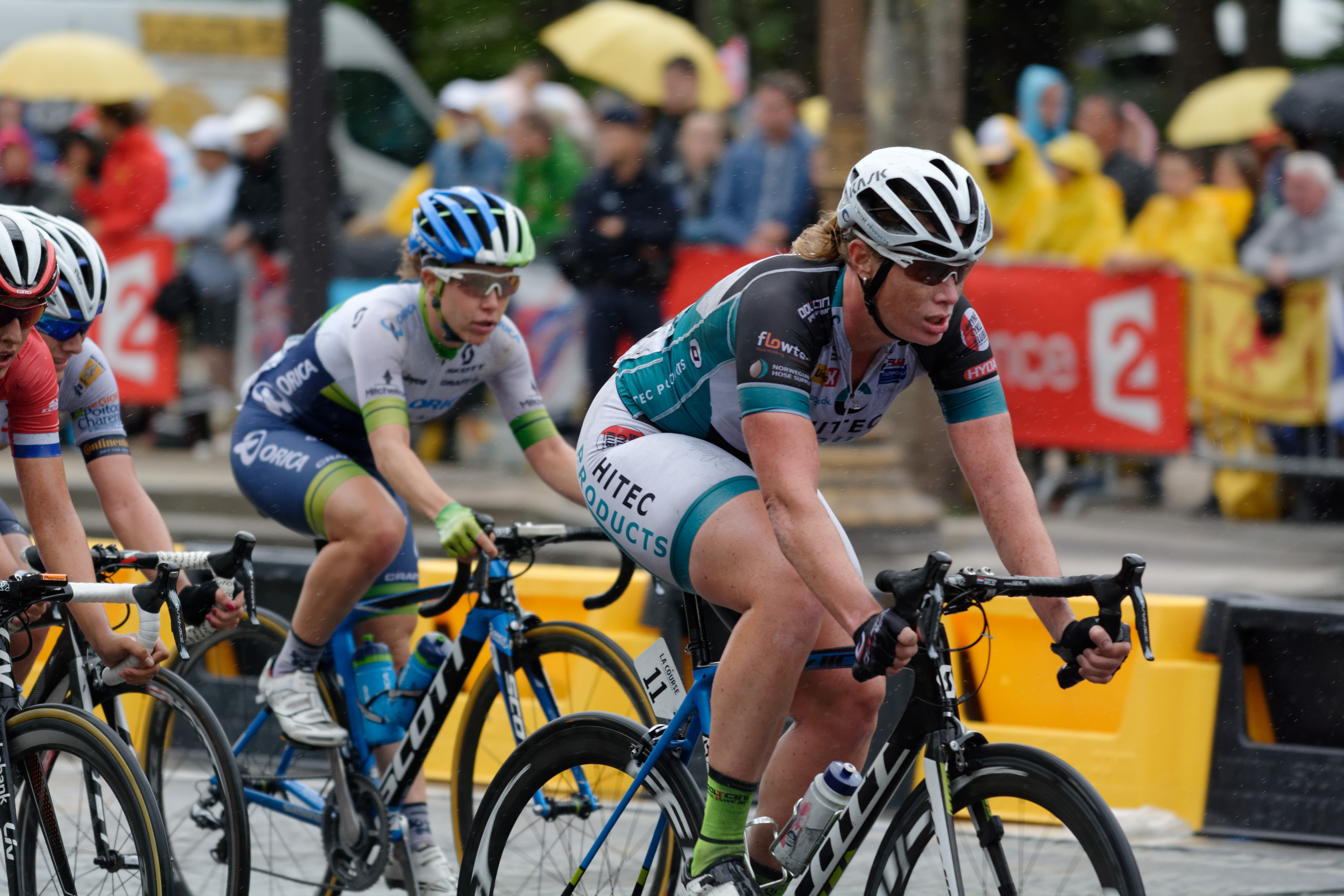
Kirsten Wild, ici en 2015

Valentina Scandolara passe en tête de la seule difficulté du jour à Terlizzi. L'étape se conclut par un sprint massif, où Kirsten Wild s'impose pour quelques centimètres devant Marianne Vos. Cette dernière s'empare du maillot rose,.
| \| Classement de l'étape \| Classement de l'étape \| Classement de l'étape \| Classement de l'étape \| Classement de l'étape \| \| Coureur \| Coureur \| Pays \| Équipe \| Temps \| \| --------------------- \| --------------------- \| --------------------- \| --------------------- \| --------------------- \| \| 1re \| Kirsten Wild \| Pays-Bas \| Pays-Bas \| 2 h 53 min 55 s \| \| 2e \| Marianne Vos \| Pays-Bas \| Rabo Women \| + 0 s \| \| 3e \| Marta Tagliaferro \| Italie \| MCipollini-Giordana \| + 0 s \| \| 4e \| Edita Janeliūnaitė \| Lituanie \| Pasta Zara-Cogeas \| + 0 s \| \| 5e \| Oxana Kozonchuk \| Russie \| RusVelo \| + 0 s \| \| 6e \| Annemiek van Vleuten \| Pays-Bas \| Rabo Women \| + 0 s \| \| 7e \| Shelley Olds \| États-Unis \| Tibco-To the Top \| + 0 s \| \| 8e \| Lauren Hall \| États-Unis \| États-Unis \| + 0 s \| \| 9e \| Lauren Kitchen \| Australie \| Wiggle Honda \| + 0 s \| \| 10e \| Anna Trevisi \| Italie \| Vaiano Fondriest \| + 0 s \| |                      |            |                     |                 |
| |                      |            |                     |                 |
| |                      |            |                     |                 |
| Classement de l'étape |                      |            |                     |                 |
| Coureur | Coureur              | Pays       | Équipe              | Temps           |
| 1re | Kirsten Wild         | Pays-Bas   | Pays-Bas            | 2 h 53 min 55 s |
| 2e | Marianne Vos         | Pays-Bas   | Rabo Women          | + 0 s           |
| 3e | Marta Tagliaferro    | Italie     | MCipollini-Giordana | + 0 s           |
| 4e | Edita Janeliūnaitė   | Lituanie   | Pasta Zara-Cogeas   | + 0 s           |
| 5e | Oxana Kozonchuk      | Russie     | RusVelo             | + 0 s           |
| 6e | Annemiek van Vleuten | Pays-Bas   | Rabo Women          | + 0 s           |
| 7e | Shelley Olds         | États-Unis | Tibco-To the Top    | + 0 s           |
| 8e | Lauren Hall          | États-Unis | États-Unis          | + 0 s           |
| 9e | Lauren Kitchen       | Australie  | Wiggle Honda        | + 0 s           |
| 10e | Anna Trevisi         | Italie     | Vaiano Fondriest    | + 0 s           |

| \| Classement général \| Classement général \| Classement général \| Classement général \| Classement général \| \| Coureur \| Coureur \| Pays \| Équipe \| Temps \| \| ------------------ \| ---------------------- \| ------------------ \| ------------------- \| ------------------ \| \| 1re \| Marianne Vos \| Pays-Bas \| Rabo Women \| 2 h 53 min 43 s \| \| 2e \| Kirsten Wild \| Pays-Bas \| Pays-Bas \| + 2 s \| \| 3e \| Marta Tagliaferro \| Italie \| MCipollini-Giordana \| + 8 s \| \| 4e \| Adrie Visser \| Pays-Bas \| Boels Dolmans \| + 10 s \| \| 5e \| Julie Norman Leth \| Danemark \| Hitec Products UCK \| + 10 s \| \| 6e \| Cecilie Gotaas Johnsen \| Norvège \| Hitec Products UCK \| + 11 s \| \| 7e \| Aizhan Zhaparova \| Russie \| RusVelo \| + 11 s \| \| 8e \| Edita Janeliūnaitė \| Lituanie \| Pasta Zara-Cogeas \| + 12 s \| \| 9e \| Oxana Kozonchuk \| Russie \| RusVelo \| + 12 s \| \| 10e \| Annemiek van Vleuten \| Pays-Bas \| Rabo Women \| + 12 s \| |                        |          |                     |                 |
| |                        |          |                     |                 |
| |                        |          |                     |                 |
| Classement général |                        |          |                     |                 |
| Coureur | Coureur                | Pays     | Équipe              | Temps           |
| 1re | Marianne Vos           | Pays-Bas | Rabo Women          | 2 h 53 min 43 s |
| 2e | Kirsten Wild           | Pays-Bas | Pays-Bas            | + 2 s           |
| 3e | Marta Tagliaferro      | Italie   | MCipollini-Giordana | + 8 s           |
| 4e | Adrie Visser           | Pays-Bas | Boels Dolmans       | + 10 s          |
| 5e | Julie Norman Leth      | Danemark | Hitec Products UCK  | + 10 s          |
| 6e | Cecilie Gotaas Johnsen | Norvège  | Hitec Products UCK  | + 11 s          |
| 7e | Aizhan Zhaparova       | Russie   | RusVelo             | + 11 s          |
| 8e | Edita Janeliūnaitė     | Lituanie | Pasta Zara-Cogeas   | + 12 s          |
| 9e | Oxana Kozonchuk        | Russie   | RusVelo             | + 12 s          |
| 10e | Annemiek van Vleuten   | Pays-Bas | Rabo Women          | + 12 s          |

### 2eétape

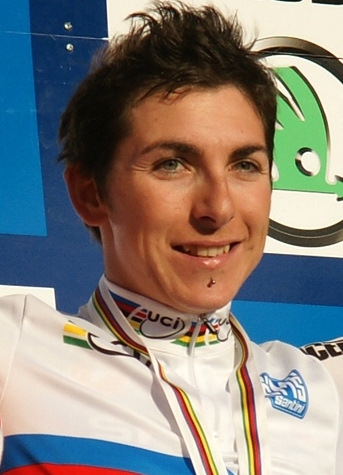
Giorgia Bronzini, ici en 2011

Comme la veille, Valentina Scandolara prend les points du classement de la montagne, à Pontecagnano cette fois. Un nouveau sprint a lieu. Giorgia Bronzini et Marianne Vos se jouent la victoire. La première s'impose, alors que la deuxième déclipse dans les derniers mètres et frôle la chute,.
| \| Classement de l'étape \| Classement de l'étape \| Classement de l'étape \| Classement de l'étape \| Classement de l'étape \| \| Coureur \| Coureur \| Pays \| Équipe \| Temps \| \| --------------------- \| ---------------------- \| --------------------- \| --------------------- \| --------------------- \| \| 1re \| Giorgia Bronzini \| Italie \| Wiggle Honda \| 2 h 34 min 03 s \| \| 2e \| Marianne Vos \| Pays-Bas \| Rabo Women \| + 0 s \| \| 3e \| Barbara Guarischi \| Italie \| Vaiano Fondriest \| + 0 s \| \| 4e \| Lauren Hall \| États-Unis \| États-Unis \| + 0 s \| \| 5e \| Emily Collins \| Nouvelle-Zélande \| Wiggle Honda \| + 0 s \| \| 6e \| Pauline Ferrand-Prévot \| France \| Rabo Women \| + 0 s \| \| 7e \| Oxana Kozonchuk \| Russie \| RusVelo \| + 0 s \| \| 8e \| Cecilie Gotaas Johnsen \| Norvège \| Hitec Products UCK \| + 0 s \| \| 9e \| Alena Amialiusik \| Biélorussie \| BePink \| + 0 s \| \| 10e \| Marta Tagliaferro \| Italie \| MCipollini-Giordana \| + 0 s \| |                        |                  |                     |                 |
| |                        |                  |                     |                 |
| |                        |                  |                     |                 |
| Classement de l'étape |                        |                  |                     |                 |
| Coureur | Coureur                | Pays             | Équipe              | Temps           |
| 1re | Giorgia Bronzini       | Italie           | Wiggle Honda        | 2 h 34 min 03 s |
| 2e | Marianne Vos           | Pays-Bas         | Rabo Women          | + 0 s           |
| 3e | Barbara Guarischi      | Italie           | Vaiano Fondriest    | + 0 s           |
| 4e | Lauren Hall            | États-Unis       | États-Unis          | + 0 s           |
| 5e | Emily Collins          | Nouvelle-Zélande | Wiggle Honda        | + 0 s           |
| 6e | Pauline Ferrand-Prévot | France           | Rabo Women          | + 0 s           |
| 7e | Oxana Kozonchuk        | Russie           | RusVelo             | + 0 s           |
| 8e | Cecilie Gotaas Johnsen | Norvège          | Hitec Products UCK  | + 0 s           |
| 9e | Alena Amialiusik       | Biélorussie      | BePink              | + 0 s           |
| 10e | Marta Tagliaferro      | Italie           | MCipollini-Giordana | + 0 s           |

| \| Classement général \| Classement général \| Classement général \| Classement général \| Classement général \| \| Coureur \| Coureur \| Pays \| Équipe \| Temps \| \| ------------------ \| ---------------------- \| ------------------ \| ------------------- \| ------------------ \| \| 1re \| Marianne Vos \| Pays-Bas \| Rabo Women \| 5 h 27 min 37 s \| \| 2e \| Marta Tagliaferro \| Italie \| MCipollini-Giordana \| + 17 s \| \| 3e \| Barbara Guarischi \| Italie \| Vaiano Fondriest \| + 17 s \| \| 4e \| Julie Norman Leth \| Danemark \| Hitec Products UCK \| + 17 s \| \| 5e \| Adrie Visser \| Pays-Bas \| Boels Dolmans \| + 19 s \| \| 6e \| Pauline Ferrand-Prévot \| France \| Rabo Women \| + 20 s \| \| 7e \| Cecilie Gotaas Johnsen \| Norvège \| Hitec Products UCK \| + 20 s \| \| 8e \| Lauren Hall \| États-Unis \| États-Unis \| + 21 s \| \| 9e \| Oxana Kozonchuk \| Russie \| RusVelo \| + 21 s \| \| 10e \| Alena Amialiusik \| Biélorussie \| BePink \| + 21 s \| |                        |             |                     |                 |
| |                        |             |                     |                 |
| |                        |             |                     |                 |
| Classement général |                        |             |                     |                 |
| Coureur | Coureur                | Pays        | Équipe              | Temps           |
| 1re | Marianne Vos           | Pays-Bas    | Rabo Women          | 5 h 27 min 37 s |
| 2e | Marta Tagliaferro      | Italie      | MCipollini-Giordana | + 17 s          |
| 3e | Barbara Guarischi      | Italie      | Vaiano Fondriest    | + 17 s          |
| 4e | Julie Norman Leth      | Danemark    | Hitec Products UCK  | + 17 s          |
| 5e | Adrie Visser           | Pays-Bas    | Boels Dolmans       | + 19 s          |
| 6e | Pauline Ferrand-Prévot | France      | Rabo Women          | + 20 s          |
| 7e | Cecilie Gotaas Johnsen | Norvège     | Hitec Products UCK  | + 20 s          |
| 8e | Lauren Hall            | États-Unis  | États-Unis          | + 21 s          |
| 9e | Oxana Kozonchuk        | Russie      | RusVelo             | + 21 s          |
| 10e | Alena Amialiusik       | Biélorussie | BePink              | + 21 s          |

### 3eétape

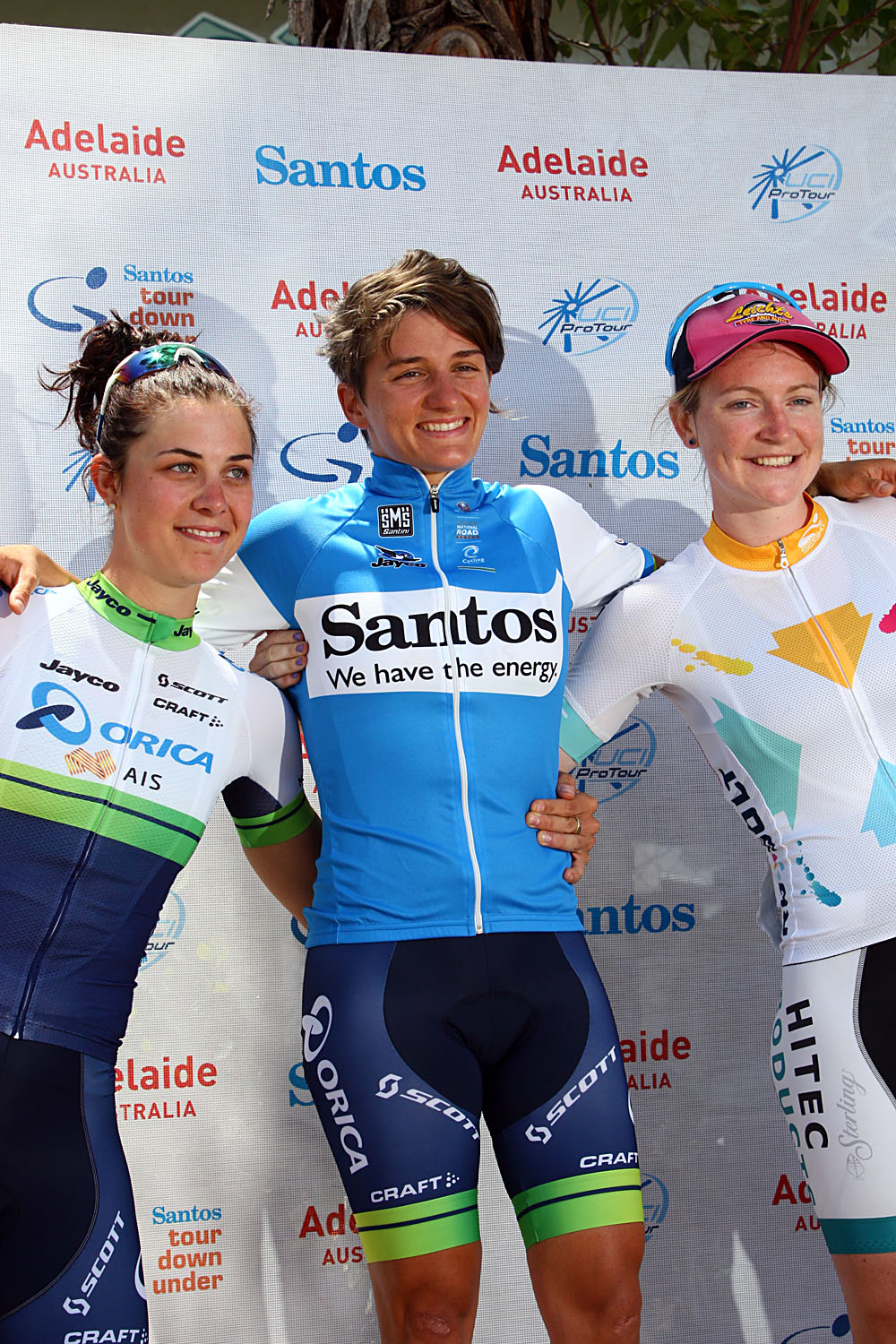
Valentina Scandolara, ici en 2015

Valentina Scandolara gagne le premier prix des monts. Juste après une échappée de six coureuses se forme. Il s'agit de : Lucinda Brand, Barbara Guarischi, Valentina Scandolara, Tiffany Cromwell, Lauren Hall et Marianne Vos. Il obtient un avantage d'un peu plus d'une minute. Le groupe se réduit petit à petit. Au kilomètre soixante-cinq, seule Tiffany Cromwell est toujours capable de suivre Marianne Vos. Dans la descente à dix kilomètres de l'arrivée, l'Australienne tombe. Marianne Vos s'impose avec quarante cinq secondes d'avance sur Claudia Häusler et Tatiana Guderzo. Elle consolide ainsi son maillot rose. Les coureuses arrivent en ordre dispersé et de gros écarts sont constatés,.
| \| Classement de l'étape \| Classement de l'étape \| Classement de l'étape \| Classement de l'étape \| Classement de l'étape \| \| Coureur \| Coureur \| Pays \| Équipe \| Temps \| \| --------------------- \| --------------------- \| --------------------- \| --------------------- \| --------------------- \| \| 1re \| Marianne Vos \| Pays-Bas \| Rabo Women \| 2 h 49 min 44 s \| \| 2e \| Claudia Häusler \| Allemagne \| Tibco-To the Top \| + 45 s \| \| 3e \| Tatiana Guderzo \| Italie \| MCipollini-Giordana \| + 45 s \| \| 4e \| Fabiana Luperini \| Italie \| Faren-Kuota \| + 48 s \| \| 5e \| Rossella Ratto \| Italie \| Hitec Products UCK \| + 50 s \| \| 6e \| Ashleigh Moolman \| Afrique du Sud \| Lotto Belisol Ladies \| + 55 s \| \| 7e \| Evelyn Stevens \| États-Unis \| Specialized-Lululemon \| + 55 s \| \| 8e \| Anna van der Breggen \| Pays-Bas \| Pays-Bas \| + 58 s \| \| 9e \| Mara Abbott \| États-Unis \| États-Unis \| + 58 s \| \| 10e \| Shara Gillow \| Australie \| Orica-AIS \| + 1 min 02 s \| |                      |                |                       |                 |
| |                      |                |                       |                 |
| |                      |                |                       |                 |
| Classement de l'étape |                      |                |                       |                 |
| Coureur | Coureur              | Pays           | Équipe                | Temps           |
| 1re | Marianne Vos         | Pays-Bas       | Rabo Women            | 2 h 49 min 44 s |
| 2e | Claudia Häusler      | Allemagne      | Tibco-To the Top      | + 45 s          |
| 3e | Tatiana Guderzo      | Italie         | MCipollini-Giordana   | + 45 s          |
| 4e | Fabiana Luperini     | Italie         | Faren-Kuota           | + 48 s          |
| 5e | Rossella Ratto       | Italie         | Hitec Products UCK    | + 50 s          |
| 6e | Ashleigh Moolman     | Afrique du Sud | Lotto Belisol Ladies  | + 55 s          |
| 7e | Evelyn Stevens       | États-Unis     | Specialized-Lululemon | + 55 s          |
| 8e | Anna van der Breggen | Pays-Bas       | Pays-Bas              | + 58 s          |
| 9e | Mara Abbott          | États-Unis     | États-Unis            | + 58 s          |
| 10e | Shara Gillow         | Australie      | Orica-AIS             | + 1 min 02 s    |

| \| Classement général \| Classement général \| Classement général \| Classement général \| Classement général \| \| Coureur \| Coureur \| Pays \| Équipe \| Temps \| \| ------------------ \| -------------------- \| ------------------ \| ----------------------- \| ------------------ \| \| 1re \| Marianne Vos \| Pays-Bas \| Rabo Women \| 8 h 17 min 08 s \| \| 2e \| Claudia Häusler \| Allemagne \| Tibco-To the Top \| + 1 min 13 s \| \| 3e \| Tatiana Guderzo \| Italie \| MCipollini-Giordana \| + 1 min 15 s \| \| 4e \| Fabiana Luperini \| Italie \| Faren-Kuota \| + 1 min 22 s \| \| 5e \| Rossella Ratto \| Italie \| Hitec Products UCK \| + 1 min 24 s \| \| 6e \| Ashleigh Moolman \| Afrique du Sud \| Lotto Belisol Ladies \| + 1 min 29 s \| \| 7e \| Evelyn Stevens \| États-Unis \| Specialized-Lululemon \| + 1 min 29 s \| \| 8e \| Anna van der Breggen \| Pays-Bas \| Pays-Bas \| + 1 min 32 s \| \| 9e \| Mara Abbott \| États-Unis \| États-Unis \| + 1 min 32 s \| \| 10e \| Francesca Cauz \| Italie \| Top Girls Fassa Bortolo \| + 1 min 36 s \| |                      |                |                         |                 |
| |                      |                |                         |                 |
| |                      |                |                         |                 |
| Classement général |                      |                |                         |                 |
| Coureur | Coureur              | Pays           | Équipe                  | Temps           |
| 1re | Marianne Vos         | Pays-Bas       | Rabo Women              | 8 h 17 min 08 s |
| 2e | Claudia Häusler      | Allemagne      | Tibco-To the Top        | + 1 min 13 s    |
| 3e | Tatiana Guderzo      | Italie         | MCipollini-Giordana     | + 1 min 15 s    |
| 4e | Fabiana Luperini     | Italie         | Faren-Kuota             | + 1 min 22 s    |
| 5e | Rossella Ratto       | Italie         | Hitec Products UCK      | + 1 min 24 s    |
| 6e | Ashleigh Moolman     | Afrique du Sud | Lotto Belisol Ladies    | + 1 min 29 s    |
| 7e | Evelyn Stevens       | États-Unis     | Specialized-Lululemon   | + 1 min 29 s    |
| 8e | Anna van der Breggen | Pays-Bas       | Pays-Bas                | + 1 min 32 s    |
| 9e | Mara Abbott          | États-Unis     | États-Unis              | + 1 min 32 s    |
| 10e | Francesca Cauz       | Italie         | Top Girls Fassa Bortolo | + 1 min 36 s    |

### 4eétape

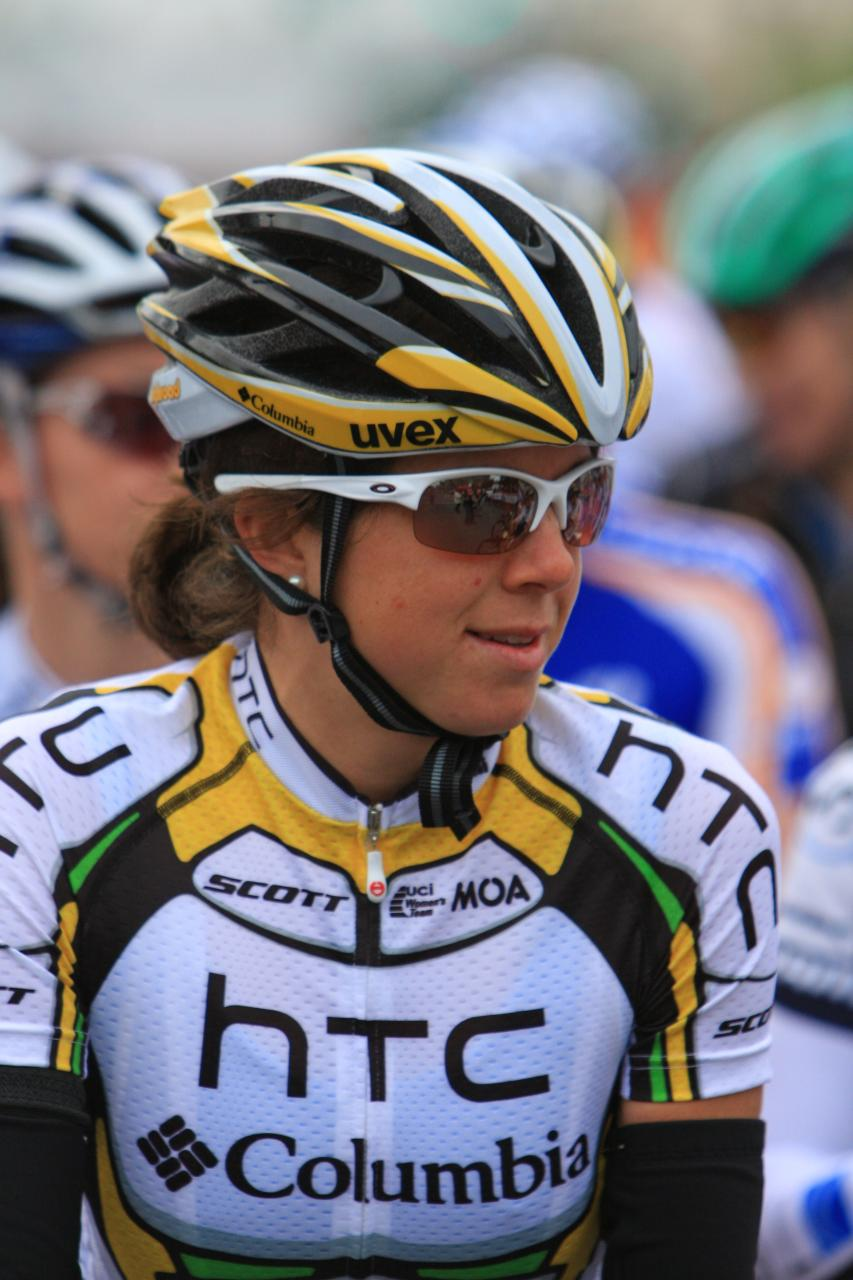
Evelyn Stevens en 2010

Sur la quatrième étape, tout se décide dans la dernière ascension. Marianne Vos y devance Evelyn Stevens,.
| \| Classement de l'étape \| Classement de l'étape \| Classement de l'étape \| Classement de l'étape \| Classement de l'étape \| \| Coureur \| Coureur \| Pays \| Équipe \| Temps \| \| --------------------- \| --------------------- \| --------------------- \| ----------------------- \| --------------------- \| \| 1re \| Marianne Vos \| Pays-Bas \| Rabo Women \| 3 h 14 min 28 s \| \| 2e \| Evelyn Stevens \| États-Unis \| Specialized-Lululemon \| + 3 s \| \| 3e \| Ashleigh Moolman \| Afrique du Sud \| Lotto Belisol Ladies \| + 3 s \| \| 4e \| Tatiana Guderzo \| Italie \| MCipollini-Giordana \| + 3 s \| \| 5e \| Claudia Häusler \| Allemagne \| Tibco-To the Top \| + 7 s \| \| 6e \| Anna van der Breggen \| Pays-Bas \| Pays-Bas \| + 9 s \| \| 7e \| Fabiana Luperini \| Italie \| Faren-Kuota \| + 9 s \| \| 8e \| Francesca Cauz \| Italie \| Top Girls Fassa Bortolo \| + 18 s \| \| 9e \| Tiffany Cromwell \| Australie \| Orica-AIS \| + 20 s \| \| 10e \| Mara Abbott \| États-Unis \| États-Unis \| + 20 s \| |                      |                |                         |                 |
| |                      |                |                         |                 |
| |                      |                |                         |                 |
| Classement de l'étape |                      |                |                         |                 |
| Coureur | Coureur              | Pays           | Équipe                  | Temps           |
| 1re | Marianne Vos         | Pays-Bas       | Rabo Women              | 3 h 14 min 28 s |
| 2e | Evelyn Stevens       | États-Unis     | Specialized-Lululemon   | + 3 s           |
| 3e | Ashleigh Moolman     | Afrique du Sud | Lotto Belisol Ladies    | + 3 s           |
| 4e | Tatiana Guderzo      | Italie         | MCipollini-Giordana     | + 3 s           |
| 5e | Claudia Häusler      | Allemagne      | Tibco-To the Top        | + 7 s           |
| 6e | Anna van der Breggen | Pays-Bas       | Pays-Bas                | + 9 s           |
| 7e | Fabiana Luperini     | Italie         | Faren-Kuota             | + 9 s           |
| 8e | Francesca Cauz       | Italie         | Top Girls Fassa Bortolo | + 18 s          |
| 9e | Tiffany Cromwell     | Australie      | Orica-AIS               | + 20 s          |
| 10e | Mara Abbott          | États-Unis     | États-Unis              | + 20 s          |

| \| Classement général \| Classement général \| Classement général \| Classement général \| Classement général \| \| Coureur \| Coureur \| Pays \| Équipe \| Temps \| \| ------------------ \| -------------------- \| ------------------ \| ----------------------- \| ------------------ \| \| 1re \| Marianne Vos \| Pays-Bas \| Rabo Women \| 11 h 31 min 23 s \| \| 2e \| Tatiana Guderzo \| Italie \| MCipollini-Giordana \| + 1 min 31 s \| \| 3e \| Claudia Häusler \| Allemagne \| Tibco-To the Top \| + 1 min 33 s \| \| 4e \| Evelyn Stevens \| États-Unis \| Specialized-Lululemon \| + 1 min 39 s \| \| 5e \| Ashleigh Moolman \| Afrique du Sud \| Lotto Belisol Ladies \| + 1 min 41 s \| \| 6e \| Fabiana Luperini \| Italie \| Faren-Kuota \| + 1 min 44 s \| \| 7e \| Anna van der Breggen \| Pays-Bas \| Pays-Bas \| + 1 min 54 s \| \| 8e \| Rossella Ratto \| Italie \| Hitec Products UCK \| + 2 min 03 s \| \| 9e \| Mara Abbott \| États-Unis \| États-Unis \| + 2 min 05 s \| \| 10e \| Francesca Cauz \| Italie \| Top Girls Fassa Bortolo \| + 2 min 07 s \| |                      |                |                         |                  |
| |                      |                |                         |                  |
| |                      |                |                         |                  |
| Classement général |                      |                |                         |                  |
| Coureur | Coureur              | Pays           | Équipe                  | Temps            |
| 1re | Marianne Vos         | Pays-Bas       | Rabo Women              | 11 h 31 min 23 s |
| 2e | Tatiana Guderzo      | Italie         | MCipollini-Giordana     | + 1 min 31 s     |
| 3e | Claudia Häusler      | Allemagne      | Tibco-To the Top        | + 1 min 33 s     |
| 4e | Evelyn Stevens       | États-Unis     | Specialized-Lululemon   | + 1 min 39 s     |
| 5e | Ashleigh Moolman     | Afrique du Sud | Lotto Belisol Ladies    | + 1 min 41 s     |
| 6e | Fabiana Luperini     | Italie         | Faren-Kuota             | + 1 min 44 s     |
| 7e | Anna van der Breggen | Pays-Bas       | Pays-Bas                | + 1 min 54 s     |
| 8e | Rossella Ratto       | Italie         | Hitec Products UCK      | + 2 min 03 s     |
| 9e | Mara Abbott          | États-Unis     | États-Unis              | + 2 min 05 s     |
| 10e | Francesca Cauz       | Italie         | Top Girls Fassa Bortolo | + 2 min 07 s     |

### 5eétape

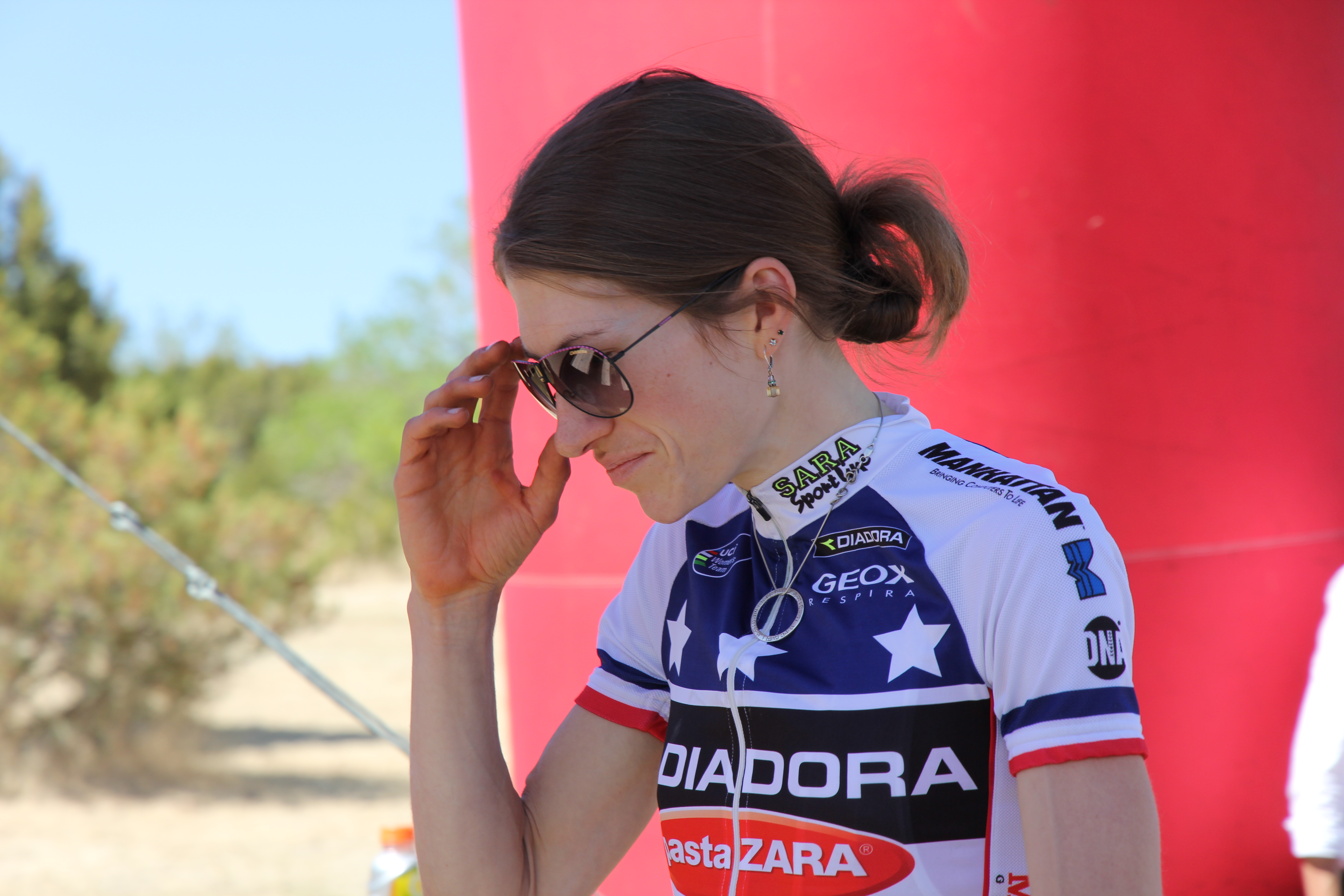
Mara Abbott en 2011

Au pied du mont Beguia, Mara Abbott attaque avec Evelyn Stevens. Cette dernière doit lâcher prise au bout de deux kilomètres. Mara Abbott s'impose avec une minute quarante-cinq d'avance sur Francesca Cauz et Fabiana Luperini. Marianne Vos ne peut suivre le rythme et passe la ligne plus de cinq minutes après Mara Abbott avec sa coéquipière Megan Guarnier. Mara Abbott s'empare de la tête du classement général,.
| \| Classement de l'étape \| Classement de l'étape \| Classement de l'étape \| Classement de l'étape \| Classement de l'étape \| \| Coureur \| Coureur \| Pays \| Équipe \| Temps \| \| --------------------- \| --------------------- \| --------------------- \| ----------------------- \| --------------------- \| \| 1re \| Mara Abbott \| États-Unis \| États-Unis \| 2 h 25 min 25 s \| \| 2e \| Francesca Cauz \| Italie \| Top Girls Fassa Bortolo \| + 1 min 44 s \| \| 3e \| Fabiana Luperini \| Italie \| Faren-Kuota \| + 1 min 49 s \| \| 4e \| Tatiana Guderzo \| Italie \| MCipollini-Giordana \| + 1 min 51 s \| \| 5e \| Shara Gillow \| Australie \| Orica-AIS \| + 2 min 38 s \| \| 6e \| Claudia Häusler \| Allemagne \| Tibco-To the Top \| + 2 min 49 s \| \| 7e \| Yevheniya Vysotska \| Ukraine \| SC Michela Fanini Rox \| + 3 min 02 s \| \| 8e \| Alena Amialiusik \| Biélorussie \| BePink \| + 3 min 45 s \| \| 9e \| Ashleigh Moolman \| Afrique du Sud \| Lotto Belisol Ladies \| + 3 min 51 s \| \| 10e \| Evelyn Stevens \| États-Unis \| Specialized-Lululemon \| + 3 min 51 s \| |                    |                |                         |                 |
| |                    |                |                         |                 |
| |                    |                |                         |                 |
| Classement de l'étape |                    |                |                         |                 |
| Coureur | Coureur            | Pays           | Équipe                  | Temps           |
| 1re | Mara Abbott        | États-Unis     | États-Unis              | 2 h 25 min 25 s |
| 2e | Francesca Cauz     | Italie         | Top Girls Fassa Bortolo | + 1 min 44 s    |
| 3e | Fabiana Luperini   | Italie         | Faren-Kuota             | + 1 min 49 s    |
| 4e | Tatiana Guderzo    | Italie         | MCipollini-Giordana     | + 1 min 51 s    |
| 5e | Shara Gillow       | Australie      | Orica-AIS               | + 2 min 38 s    |
| 6e | Claudia Häusler    | Allemagne      | Tibco-To the Top        | + 2 min 49 s    |
| 7e | Yevheniya Vysotska | Ukraine        | SC Michela Fanini Rox   | + 3 min 02 s    |
| 8e | Alena Amialiusik   | Biélorussie    | BePink                  | + 3 min 45 s    |
| 9e | Ashleigh Moolman   | Afrique du Sud | Lotto Belisol Ladies    | + 3 min 51 s    |
| 10e | Evelyn Stevens     | États-Unis     | Specialized-Lululemon   | + 3 min 51 s    |

| \| Classement général \| Classement général \| Classement général \| Classement général \| Classement général \| \| Coureur \| Coureur \| Pays \| Équipe \| Temps \| \| ------------------ \| ------------------ \| ------------------ \| ----------------------- \| ------------------ \| \| 1re \| Mara Abbott \| États-Unis \| États-Unis \| 13 h 58 min 43 s \| \| 2e \| Tatiana Guderzo \| Italie \| MCipollini-Giordana \| + 1 min 27 s \| \| 3e \| Fabiana Luperini \| Italie \| Faren-Kuota \| + 1 min 34 s \| \| 4e \| Claudia Häusler \| Allemagne \| Tibco-To the Top \| + 2 min 27 s \| \| 5e \| Francesca Cauz \| Italie \| Top Girls Fassa Bortolo \| + 2 min 30 s \| \| 6e \| Shara Gillow \| Australie \| Orica-AIS \| + 2 min 54 s \| \| 7e \| Marianne Vos \| Pays-Bas \| Rabo Women \| + 3 min 20 s \| \| 8e \| Evelyn Stevens \| États-Unis \| Specialized-Lululemon \| + 3 min 35 s \| \| 9e \| Ashleigh Moolman \| Afrique du Sud \| Lotto Belisol Ladies \| + 3 min 37 s \| \| 10e \| Yevheniya Vysotska \| Ukraine \| SC Michela Fanini Rox \| + 3 min 39 s \| |                    |                |                         |                  |
| |                    |                |                         |                  |
| |                    |                |                         |                  |
| Classement général |                    |                |                         |                  |
| Coureur | Coureur            | Pays           | Équipe                  | Temps            |
| 1re | Mara Abbott        | États-Unis     | États-Unis              | 13 h 58 min 43 s |
| 2e | Tatiana Guderzo    | Italie         | MCipollini-Giordana     | + 1 min 27 s     |
| 3e | Fabiana Luperini   | Italie         | Faren-Kuota             | + 1 min 34 s     |
| 4e | Claudia Häusler    | Allemagne      | Tibco-To the Top        | + 2 min 27 s     |
| 5e | Francesca Cauz     | Italie         | Top Girls Fassa Bortolo | + 2 min 30 s     |
| 6e | Shara Gillow       | Australie      | Orica-AIS               | + 2 min 54 s     |
| 7e | Marianne Vos       | Pays-Bas       | Rabo Women              | + 3 min 20 s     |
| 8e | Evelyn Stevens     | États-Unis     | Specialized-Lululemon   | + 3 min 35 s     |
| 9e | Ashleigh Moolman   | Afrique du Sud | Lotto Belisol Ladies    | + 3 min 37 s     |
| 10e | Yevheniya Vysotska | Ukraine        | SC Michela Fanini Rox   | + 3 min 39 s     |

### 6eétape

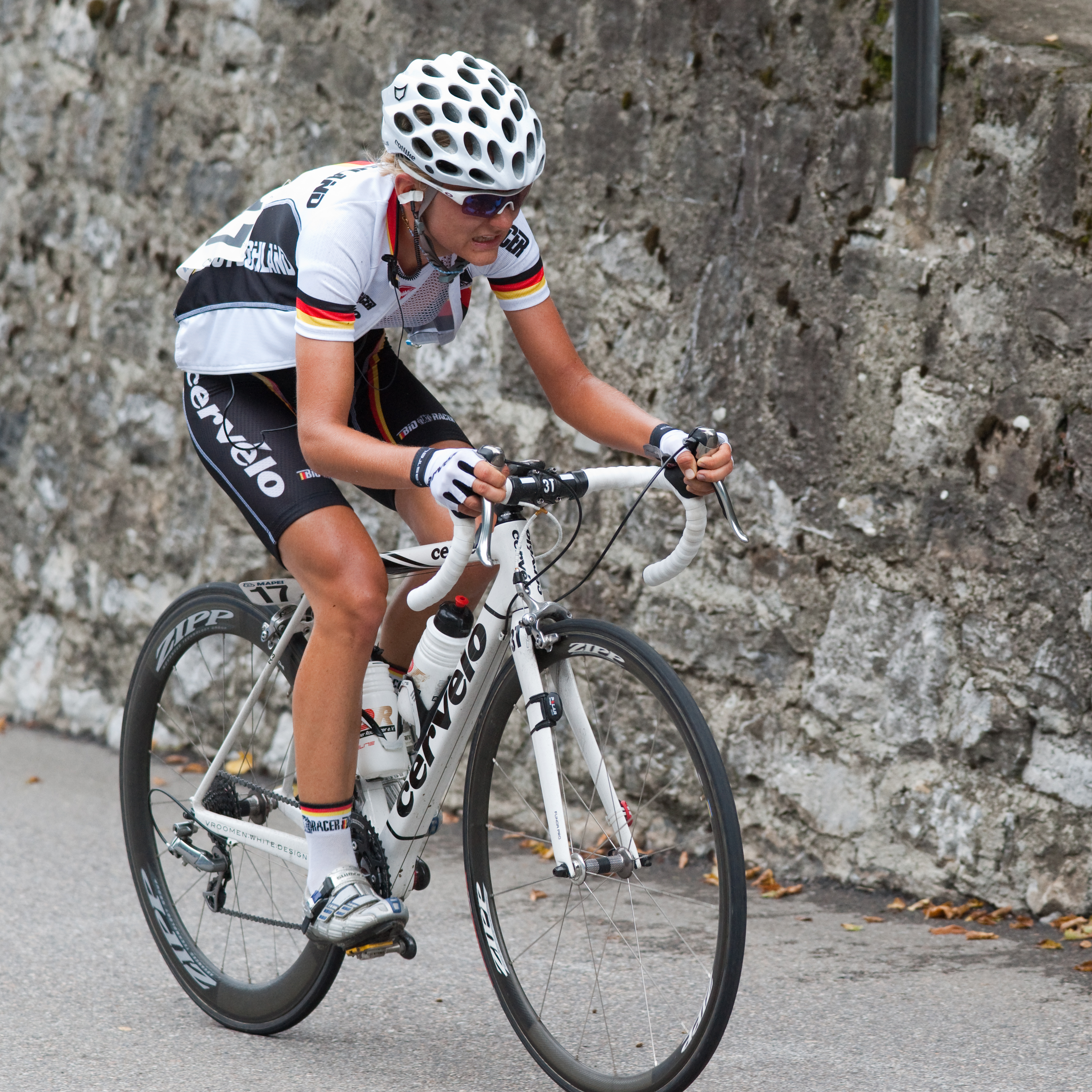
Claudia Häusler en 2009

Avant le départ, Fabiana Luperini est disqualifée pour avoir un vélo trop léger, en taille xxs. Elle est alors troisième du classement général. L'équipe des États-Unis contrôle la course jusqu'au pied de la dernière ascension. Dans celle-ci, Mara Abbott se détache et s'impose devant Claudia Häusler et Francesca Cauz,.
| \| Classement de l'étape \| Classement de l'étape \| Classement de l'étape \| Classement de l'étape \| Classement de l'étape \| \| Coureur \| Coureur \| Pays \| Équipe \| Temps \| \| --------------------- \| --------------------- \| --------------------- \| ----------------------- \| --------------------- \| \| 1re \| Mara Abbott \| États-Unis \| États-Unis \| 3 h 16 min 01 s \| \| 2e \| Claudia Häusler \| Allemagne \| Tibco-To the Top \| + 24 s \| \| 3e \| Francesca Cauz \| Italie \| Top Girls Fassa Bortolo \| + 34 s \| \| 4e \| Fabiana Luperini \| Italie \| Faren-Kuota \| + 41 s \| \| 5e \| Tatiana Guderzo \| Italie \| MCipollini-Giordana \| + 1 min 03 s \| \| 6e \| Evelyn Stevens \| États-Unis \| Specialized-Lululemon \| + 1 min 32 s \| \| 7e \| Marianne Vos \| Pays-Bas \| Rabo Women \| + 1 min 39 s \| \| 8e \| Shara Gillow \| Australie \| Orica-AIS \| + 1 min 46 s \| \| 9e \| Ashleigh Moolman \| Afrique du Sud \| Lotto Belisol Ladies \| + 1 min 52 s \| \| 10e \| Yevheniya Vysotska \| Ukraine \| SC Michela Fanini Rox \| + 1 min 53 s \| |                    |                |                         |                 |
| |                    |                |                         |                 |
| |                    |                |                         |                 |
| Classement de l'étape |                    |                |                         |                 |
| Coureur | Coureur            | Pays           | Équipe                  | Temps           |
| 1re | Mara Abbott        | États-Unis     | États-Unis              | 3 h 16 min 01 s |
| 2e | Claudia Häusler    | Allemagne      | Tibco-To the Top        | + 24 s          |
| 3e | Francesca Cauz     | Italie         | Top Girls Fassa Bortolo | + 34 s          |
| 4e | Fabiana Luperini   | Italie         | Faren-Kuota             | + 41 s          |
| 5e | Tatiana Guderzo    | Italie         | MCipollini-Giordana     | + 1 min 03 s    |
| 6e | Evelyn Stevens     | États-Unis     | Specialized-Lululemon   | + 1 min 32 s    |
| 7e | Marianne Vos       | Pays-Bas       | Rabo Women              | + 1 min 39 s    |
| 8e | Shara Gillow       | Australie      | Orica-AIS               | + 1 min 46 s    |
| 9e | Ashleigh Moolman   | Afrique du Sud | Lotto Belisol Ladies    | + 1 min 52 s    |
| 10e | Yevheniya Vysotska | Ukraine        | SC Michela Fanini Rox   | + 1 min 53 s    |

| \| Classement général \| Classement général \| Classement général \| Classement général \| Classement général \| \| Coureur \| Coureur \| Pays \| Équipe \| Temps \| \| ------------------ \| ------------------ \| ------------------ \| ----------------------- \| ------------------ \| \| 1re \| Mara Abbott \| États-Unis \| États-Unis \| 17 h 14 min 34 s \| \| 2e \| Fabiana Luperini \| Italie \| Faren-Kuota \| + 2 min 25 s \| \| 3e \| Tatiana Guderzo \| Italie \| MCipollini-Giordana \| + 2 min 40 s \| \| 4e \| Claudia Häusler \| Allemagne \| Tibco-To the Top \| + 2 min 55 s \| \| 5e \| Francesca Cauz \| Italie \| Top Girls Fassa Bortolo \| + 3 min 10 s \| \| 6e \| Shara Gillow \| Australie \| Orica-AIS \| + 4 min 50 s \| \| 7e \| Marianne Vos \| Pays-Bas \| Rabo Women \| + 5 min 09 s \| \| 8e \| Evelyn Stevens \| États-Unis \| Specialized-Lululemon \| + 5 min 17 s \| \| 9e \| Ashleigh Moolman \| Afrique du Sud \| Lotto Belisol Ladies \| + 5 min 39 s \| \| 10e \| Yevheniya Vysotska \| Ukraine \| SC Michela Fanini Rox \| + 5 min 42 s \| |                    |                |                         |                  |
| |                    |                |                         |                  |
| |                    |                |                         |                  |
| Classement général |                    |                |                         |                  |
| Coureur | Coureur            | Pays           | Équipe                  | Temps            |
| 1re | Mara Abbott        | États-Unis     | États-Unis              | 17 h 14 min 34 s |
| 2e | Fabiana Luperini   | Italie         | Faren-Kuota             | + 2 min 25 s     |
| 3e | Tatiana Guderzo    | Italie         | MCipollini-Giordana     | + 2 min 40 s     |
| 4e | Claudia Häusler    | Allemagne      | Tibco-To the Top        | + 2 min 55 s     |
| 5e | Francesca Cauz     | Italie         | Top Girls Fassa Bortolo | + 3 min 10 s     |
| 6e | Shara Gillow       | Australie      | Orica-AIS               | + 4 min 50 s     |
| 7e | Marianne Vos       | Pays-Bas       | Rabo Women              | + 5 min 09 s     |
| 8e | Evelyn Stevens     | États-Unis     | Specialized-Lululemon   | + 5 min 17 s     |
| 9e | Ashleigh Moolman   | Afrique du Sud | Lotto Belisol Ladies    | + 5 min 39 s     |
| 10e | Yevheniya Vysotska | Ukraine        | SC Michela Fanini Rox   | + 5 min 42 s     |

### 7eétape

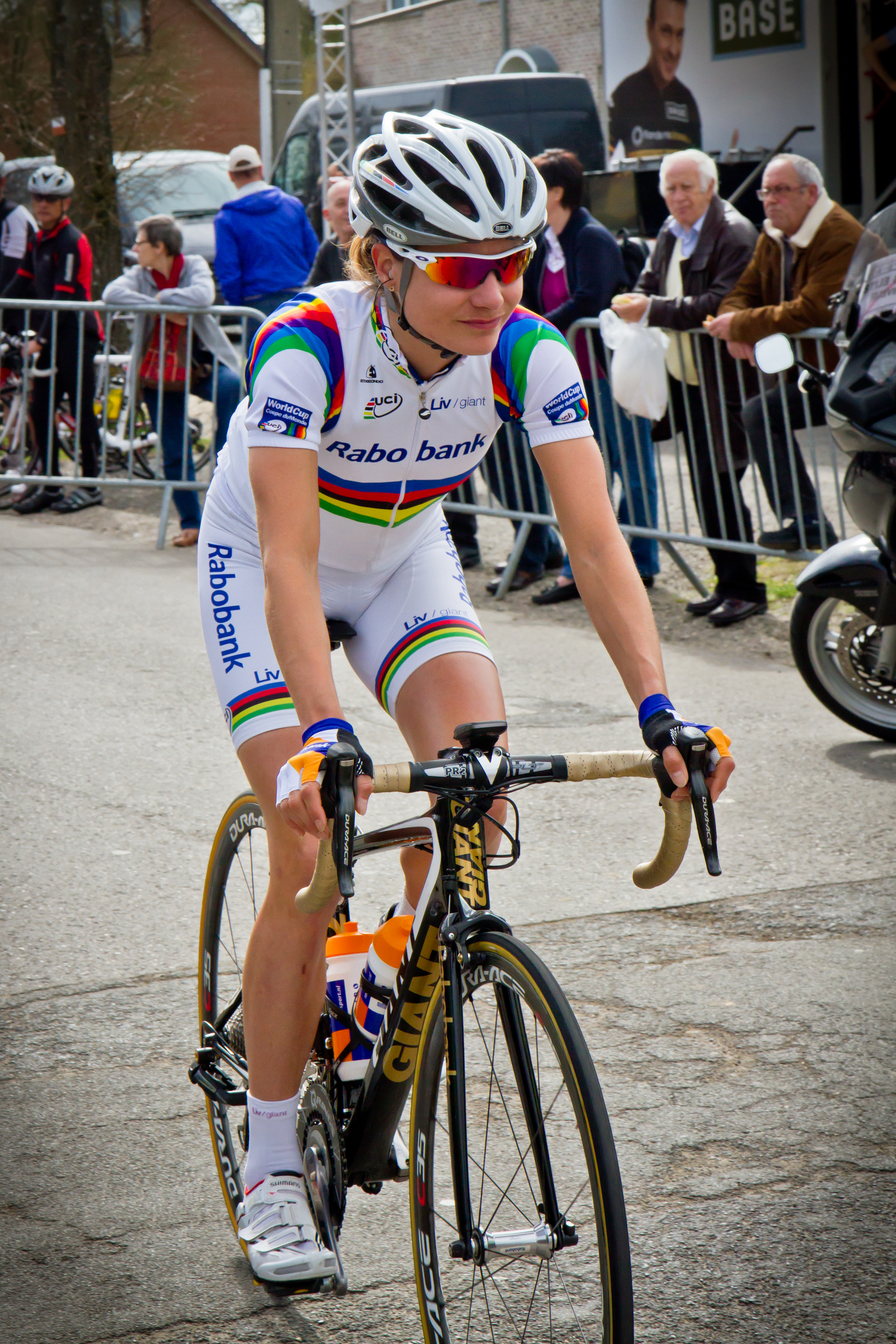
Marianne Vos en 2013

L'étape se joue au sprint. Marianne Vos est plus rapide que Giorgia Bronzini et Shelley Olds,.
| \| Classement de l'étape \| Classement de l'étape \| Classement de l'étape \| Classement de l'étape \| Classement de l'étape \| \| Coureur \| Coureur \| Pays \| Équipe \| Temps \| \| --------------------- \| --------------------- \| --------------------- \| --------------------- \| --------------------- \| \| 1re \| Marianne Vos \| Pays-Bas \| Rabo Women \| 2 h 52 min 07 s \| \| 2e \| Giorgia Bronzini \| Italie \| Wiggle Honda \| + 0 s \| \| 3e \| Shelley Olds \| États-Unis \| Tibco-To the Top \| + 0 s \| \| 4e \| Kirsten Wild \| Pays-Bas \| Pays-Bas \| + 0 s \| \| 5e \| Barbara Guarischi \| Italie \| Vaiano Fondriest \| + 0 s \| \| 6e \| Marta Tagliaferro \| Italie \| MCipollini-Giordana \| + 0 s \| \| 7e \| Oxana Kozonchuk \| Russie \| RusVelo \| + 0 s \| \| 8e \| Alena Amialiusik \| Biélorussie \| BePink \| + 0 s \| \| 9e \| Giada Borgato \| Italie \| Pasta Zara-Cogeas \| + 0 s \| \| 10e \| Melissa Hoskins \| Australie \| Orica-AIS \| + 0 s \| |                   |             |                     |                 |
| |                   |             |                     |                 |
| |                   |             |                     |                 |
| Classement de l'étape |                   |             |                     |                 |
| Coureur | Coureur           | Pays        | Équipe              | Temps           |
| 1re | Marianne Vos      | Pays-Bas    | Rabo Women          | 2 h 52 min 07 s |
| 2e | Giorgia Bronzini  | Italie      | Wiggle Honda        | + 0 s           |
| 3e | Shelley Olds      | États-Unis  | Tibco-To the Top    | + 0 s           |
| 4e | Kirsten Wild      | Pays-Bas    | Pays-Bas            | + 0 s           |
| 5e | Barbara Guarischi | Italie      | Vaiano Fondriest    | + 0 s           |
| 6e | Marta Tagliaferro | Italie      | MCipollini-Giordana | + 0 s           |
| 7e | Oxana Kozonchuk   | Russie      | RusVelo             | + 0 s           |
| 8e | Alena Amialiusik  | Biélorussie | BePink              | + 0 s           |
| 9e | Giada Borgato     | Italie      | Pasta Zara-Cogeas   | + 0 s           |
| 10e | Melissa Hoskins   | Australie   | Orica-AIS           | + 0 s           |

| \| Classement général \| Classement général \| Classement général \| Classement général \| Classement général \| \| Coureur \| Coureur \| Pays \| Équipe \| Temps \| \| ------------------ \| ------------------ \| ------------------ \| ----------------------- \| ------------------ \| \| 1re \| Mara Abbott \| États-Unis \| États-Unis \| 20 h 06 min 50 s \| \| 2e \| Tatiana Guderzo \| Italie \| MCipollini-Giordana \| + 2 min 28 s \| \| 3e \| Claudia Häusler \| Allemagne \| Tibco-To the Top \| + 2 min 52 s \| \| 4e \| Francesca Cauz \| Italie \| Top Girls Fassa Bortolo \| + 3 min 01 s \| \| 5e \| Marianne Vos \| Pays-Bas \| Rabo Women \| + 4 min 50 s \| \| 6e \| Shara Gillow \| Australie \| Orica-AIS \| + 4 min 50 s \| \| 7e \| Evelyn Stevens \| États-Unis \| Specialized-Lululemon \| + 5 min 17 s \| \| 8e \| Ashleigh Moolman \| Afrique du Sud \| Lotto Belisol Ladies \| + 5 min 39 s \| \| 9e \| Yevheniya Vysotska \| Ukraine \| SC Michela Fanini Rox \| + 5 min 42 s \| \| 10e \| Alena Amialiusik \| Biélorussie \| BePink \| + 7 min 42 s \| |                    |                |                         |                  |
| |                    |                |                         |                  |
| |                    |                |                         |                  |
| Classement général |                    |                |                         |                  |
| Coureur | Coureur            | Pays           | Équipe                  | Temps            |
| 1re | Mara Abbott        | États-Unis     | États-Unis              | 20 h 06 min 50 s |
| 2e | Tatiana Guderzo    | Italie         | MCipollini-Giordana     | + 2 min 28 s     |
| 3e | Claudia Häusler    | Allemagne      | Tibco-To the Top        | + 2 min 52 s     |
| 4e | Francesca Cauz     | Italie         | Top Girls Fassa Bortolo | + 3 min 01 s     |
| 5e | Marianne Vos       | Pays-Bas       | Rabo Women              | + 4 min 50 s     |
| 6e | Shara Gillow       | Australie      | Orica-AIS               | + 4 min 50 s     |
| 7e | Evelyn Stevens     | États-Unis     | Specialized-Lululemon   | + 5 min 17 s     |
| 8e | Ashleigh Moolman   | Afrique du Sud | Lotto Belisol Ladies    | + 5 min 39 s     |
| 9e | Yevheniya Vysotska | Ukraine        | SC Michela Fanini Rox   | + 5 min 42 s     |
| 10e | Alena Amialiusik   | Biélorussie    | BePink                  | + 7 min 42 s     |

### 8eétape

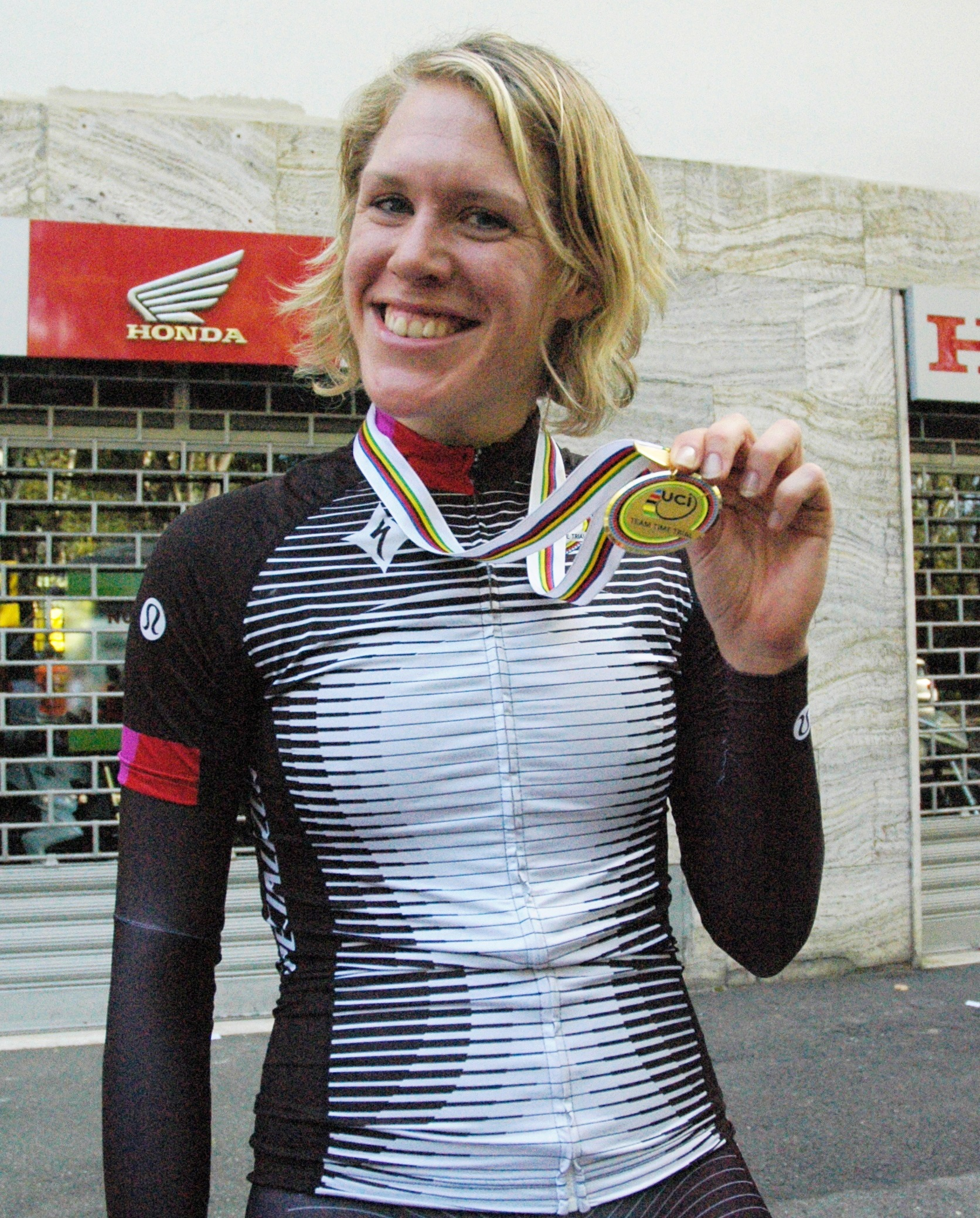
Ellen van Dijk en 2013 après sa victoire aux championnats du monde

Sur le contre-la-montre, Ellen van Dijk est la plus rapide devant Evelyn Stevens et Shara Gillow. Mara Abbott est trente-huitième, mais cette performance lui suffit pour s'imposer au classement général,.
| \| Classement de l'étape \| Classement de l'étape \| Classement de l'étape \| Classement de l'étape \| Classement de l'étape \| \| Coureur \| Coureur \| Pays \| Équipe \| Temps \| \| --------------------- \| ----------------------- \| --------------------- \| --------------------- \| --------------------- \| \| 1re \| Ellen van Dijk \| Pays-Bas \| Specialized-Lululemon \| 21 min 12 s \| \| 2e \| Evelyn Stevens \| États-Unis \| Specialized-Lululemon \| + 35 s \| \| 3e \| Shara Gillow \| Australie \| Orica-AIS \| + 52 s \| \| 4e \| Pauline Ferrand-Prévot \| France \| Rabo Women \| + 57 s \| \| 5e \| Linda Villumsen \| Nouvelle-Zélande \| Wiggle Honda \| + 1 min 02 s \| \| 6e \| Tayler Wiles \| États-Unis \| Specialized-Lululemon \| + 1 min 10 s \| \| 7e \| Loes Gunnewijk \| Pays-Bas \| Orica-AIS \| + 1 min 11 s \| \| 8e \| Anna van der Breggen \| Pays-Bas \| Pays-Bas \| + 1 min 13 s \| \| 9e \| Alexandra Burtschenkowa \| Russie \| RusVelo \| + 1 min 15 s \| \| 10e \| Carmen Small \| États-Unis \| Specialized-Lululemon \| + 1 min 17 s \| |                         |                  |                       |              |
| |                         |                  |                       |              |
| |                         |                  |                       |              |
| Classement de l'étape |                         |                  |                       |              |
| Coureur | Coureur                 | Pays             | Équipe                | Temps        |
| 1re | Ellen van Dijk          | Pays-Bas         | Specialized-Lululemon | 21 min 12 s  |
| 2e | Evelyn Stevens          | États-Unis       | Specialized-Lululemon | + 35 s       |
| 3e | Shara Gillow            | Australie        | Orica-AIS             | + 52 s       |
| 4e | Pauline Ferrand-Prévot  | France           | Rabo Women            | + 57 s       |
| 5e | Linda Villumsen         | Nouvelle-Zélande | Wiggle Honda          | + 1 min 02 s |
| 6e | Tayler Wiles            | États-Unis       | Specialized-Lululemon | + 1 min 10 s |
| 7e | Loes Gunnewijk          | Pays-Bas         | Orica-AIS             | + 1 min 11 s |
| 8e | Anna van der Breggen    | Pays-Bas         | Pays-Bas              | + 1 min 13 s |
| 9e | Alexandra Burtschenkowa | Russie           | RusVelo               | + 1 min 15 s |
| 10e | Carmen Small            | États-Unis       | Specialized-Lululemon | + 1 min 17 s |

## Classement général final
| \| Classement général \| Classement général \| Classement général \| Classement général \| Classement général \| \| Coureur \| Coureur \| Pays \| Équipe \| Temps \| \| ------------------ \| ------------------ \| ------------------ \| ----------------------- \| ------------------ \| \| 1re \| Mara Abbott \| États-Unis \| Exergy Twenty16 \| 20 h 30 min 15 s \| \| 2e \| Tatiana Guderzo \| Italie \| MCipollini-Giordana \| + 1 min 33 s \| \| 3e \| Claudia Häusler \| Allemagne \| Tibco-To the Top \| + 2 min 18 s \| \| 4e \| Shara Gillow \| Australie \| Orica-AIS \| + 3 min 29 s \| \| 5e \| Evelyn Stevens \| États-Unis \| Specialized-Lululemon \| + 3 min 39 s \| \| 6e \| Marianne Vos \| Pays-Bas \| Rabo Women \| + 4 min 08 s \| \| 7e \| Francesca Cauz \| Italie \| Top Girls Fassa Bortolo \| + 4 min 25 s \| \| 8e \| Ashleigh Moolman \| Afrique du Sud \| Lotto Belisol Ladies \| + 5 min 23 s \| \| 9e \| Yevheniya Vysotska \| Ukraine \| SC Michela Fanini Rox \| + 6 min 48 s \| \| 10e \| Alena Amialiusik \| Biélorussie \| BePink \| + 7 min 25 s \| |                    |                |                         |                  |
| |                    |                |                         |                  |
| |                    |                |                         |                  |
| Classement général |                    |                |                         |                  |
| Coureur | Coureur            | Pays           | Équipe                  | Temps            |
| 1re | Mara Abbott        | États-Unis     | Exergy Twenty16         | 20 h 30 min 15 s |
| 2e | Tatiana Guderzo    | Italie         | MCipollini-Giordana     | + 1 min 33 s     |
| 3e | Claudia Häusler    | Allemagne      | Tibco-To the Top        | + 2 min 18 s     |
| 4e | Shara Gillow       | Australie      | Orica-AIS               | + 3 min 29 s     |
| 5e | Evelyn Stevens     | États-Unis     | Specialized-Lululemon   | + 3 min 39 s     |
| 6e | Marianne Vos       | Pays-Bas       | Rabo Women              | + 4 min 08 s     |
| 7e | Francesca Cauz     | Italie         | Top Girls Fassa Bortolo | + 4 min 25 s     |
| 8e | Ashleigh Moolman   | Afrique du Sud | Lotto Belisol Ladies    | + 5 min 23 s     |
| 9e | Yevheniya Vysotska | Ukraine        | SC Michela Fanini Rox   | + 6 min 48 s     |
| 10e | Alena Amialiusik   | Biélorussie    | BePink                  | + 7 min 25 s     |

### Points UCI
| Position           | 1er | 2e | 3e | 4e | 5e | 6e | 7e | 8e | 9e | 10e | 11e | 12e |
| Classement général | 60  | 45 | 35 | 30 | 25 | 20 | 15 | 10 | 8  | 6   | 4   | 2   |
| Par étape          | 12  | 9  | 6  | 4  | 3  | 1  |    |    |    |     |     |     |
| Leader, par étape  | 4   |    |    |    |    |    |    |    |    |     |     |     |

## Classements annexes
| Classement par points | Classement par points | Classement par points | Classement par points   | Classement par points |
| Coureur               | Coureur               | Pays                  | Équipe                  | Points                |
| --------------------- | --------------------- | --------------------- | ----------------------- | --------------------- |
| 1re                   | Marianne Vos          | Pays-Bas              | Rabo Women              | 74 pts                |
| 2e                    | Claudia Häusler       | Allemagne             | Tibco-To the Top        | 35 pts                |
| 3e                    | Evelyn Stevens        | États-Unis            | Specialized-Lululemon   | 35 pts                |
| 4e                    | Tatiana Guderzo       | Italie                | MCipollini-Giordana     | 34 pts                |
| 5e                    | Mara Abbott           | États-Unis            | Exergy Twenty16         | 33 pts                |
| 6e                    | Giorgia Bronzini      | Italie                | Wiggle Honda            | 27 pts                |
| 7e                    | Francesca Cauz        | Italie                | Top Girls Fassa Bortolo | 25 pts                |
| 8e                    | Kirsten Wild          | Pays-Bas              | Skil-Argos              | 23 pts                |
| 9e                    | Shara Gillow          | Australie             | Orica-AIS               | 21 pts                |
| 10e                   | Ashleigh Moolman      | Afrique du Sud        | Lotto Belisol Ladies    | 20 pts                |

| Classement par points | Classement par points | Classement par points | Classement par points   | Classement par points |
| Coureur               | Coureur               | Pays                  | Équipe                  | Points                |
| --------------------- | --------------------- | --------------------- | ----------------------- | --------------------- |
| 1re                   | Marianne Vos          | Pays-Bas              | Rabo Women              | 74 pts                |
| 2e                    | Claudia Häusler       | Allemagne             | Tibco-To the Top        | 35 pts                |
| 3e                    | Evelyn Stevens        | États-Unis            | Specialized-Lululemon   | 35 pts                |
| 4e                    | Tatiana Guderzo       | Italie                | MCipollini-Giordana     | 34 pts                |
| 5e                    | Mara Abbott           | États-Unis            | Exergy Twenty16         | 33 pts                |
| 6e                    | Giorgia Bronzini      | Italie                | Wiggle Honda            | 27 pts                |
| 7e                    | Francesca Cauz        | Italie                | Top Girls Fassa Bortolo | 25 pts                |
| 8e                    | Kirsten Wild          | Pays-Bas              | Skil-Argos              | 23 pts                |
| 9e                    | Shara Gillow          | Australie             | Orica-AIS               | 21 pts                |
| 10e                   | Ashleigh Moolman      | Afrique du Sud        | Lotto Belisol Ladies    | 20 pts                |

| Classement de la montagne | Classement de la montagne | Classement de la montagne | Classement de la montagne | Classement de la montagne |
| Coureur                   | Coureur                   | Pays                      | Équipe                    | Points                    |
| ------------------------- | ------------------------- | ------------------------- | ------------------------- | ------------------------- |
| 1re                       | Mara Abbott               | États-Unis                | Exergy Twenty16           | 30 pts                    |
| 2e                        | Tiffany Cromwell          | Australie                 | Orica-AIS                 | 23 pts                    |
| 3e                        | Valentina Scandolara      | Italie                    | MCipollini-Giordana       | 22 pts                    |
| 4e                        | Marianne Vos              | Pays-Bas                  | Rabo Women                | 22 pts                    |
| 5e                        | Francesca Cauz            | Italie                    | Top Girls Fassa Bortolo   | 20 pts                    |
| 6e                        | Tatiana Guderzo           | Italie                    | MCipollini-Giordana       | 17 pts                    |
| 7e                        | Claudia Häusler           | Allemagne                 | Tibco-To the Top          | 16 pts                    |
| 8e                        | Evelyn Stevens            | États-Unis                | Specialized-Lululemon     | 13 pts                    |
| 9e                        | Alena Amialiusik          | Biélorussie               | BePink                    | 10 pts                    |
| 10e                       | Shara Gillow              | Australie                 | Orica-AIS                 | 5 pts                     |

| Classement de la montagne | Classement de la montagne | Classement de la montagne | Classement de la montagne | Classement de la montagne |
| Coureur                   | Coureur                   | Pays                      | Équipe                    | Points                    |
| ------------------------- | ------------------------- | ------------------------- | ------------------------- | ------------------------- |
| 1re                       | Mara Abbott               | États-Unis                | Exergy Twenty16           | 30 pts                    |
| 2e                        | Tiffany Cromwell          | Australie                 | Orica-AIS                 | 23 pts                    |
| 3e                        | Valentina Scandolara      | Italie                    | MCipollini-Giordana       | 22 pts                    |
| 4e                        | Marianne Vos              | Pays-Bas                  | Rabo Women                | 22 pts                    |
| 5e                        | Francesca Cauz            | Italie                    | Top Girls Fassa Bortolo   | 20 pts                    |
| 6e                        | Tatiana Guderzo           | Italie                    | MCipollini-Giordana       | 17 pts                    |
| 7e                        | Claudia Häusler           | Allemagne                 | Tibco-To the Top          | 16 pts                    |
| 8e                        | Evelyn Stevens            | États-Unis                | Specialized-Lululemon     | 13 pts                    |
| 9e                        | Alena Amialiusik          | Biélorussie               | BePink                    | 10 pts                    |
| 10e                       | Shara Gillow              | Australie                 | Orica-AIS                 | 5 pts                     |

| Classement du meilleur jeune | Classement du meilleur jeune | Classement du meilleur jeune | Classement du meilleur jeune | Classement du meilleur jeune |
| Coureur                      | Coureur                      | Pays                         | Équipe                       | Temps                        |
| ---------------------------- | ---------------------------- | ---------------------------- | ---------------------------- | ---------------------------- |
| 1re                          | Francesca Cauz               | Italie                       | Top Girls Fassa Bortolo      | 20 h 34 min 40 s             |
| 2e                           | Rossella Ratto               | Italie                       | Hitec Products UCK           | + 3 min 34 s                 |
| 3e                           | Georgia Williams             | Nouvelle-Zélande             | BePink                       | + 6 min 46 s                 |
| 4e                           | Anna van der Breggen         | Pays-Bas                     | Sengers                      | + 8 min 56 s                 |
| 5e                           | Jessie Daams                 | Belgique                     | Boels Dolmans                | + 10 min 09 s                |
| 6e                           | Pauline Ferrand-Prévot       | France                       | Rabo Women                   | + 17 min 13 s                |
| 7e                           | Dalia Muccioli               | Italie                       | BePink                       | + 17 min 35 s                |
| 8e                           | Serika Gulumá                | Colombie                     | Vaiano Fondriest             | + 20 min 38 s                |
| 9e                           | Íngrid Drexel                | Mexique                      | Pasta Zara-Cogeas            | + 24 min 20 s                |
| 10e                          | Valentina Scandolara         | Italie                       | MCipollini-Giordana          | + 27 min 42 s                |

| Classement du meilleur jeune | Classement du meilleur jeune | Classement du meilleur jeune | Classement du meilleur jeune | Classement du meilleur jeune |
| Coureur                      | Coureur                      | Pays                         | Équipe                       | Temps                        |
| ---------------------------- | ---------------------------- | ---------------------------- | ---------------------------- | ---------------------------- |
| 1re                          | Francesca Cauz               | Italie                       | Top Girls Fassa Bortolo      | 20 h 34 min 40 s             |
| 2e                           | Rossella Ratto               | Italie                       | Hitec Products UCK           | + 3 min 34 s                 |
| 3e                           | Georgia Williams             | Nouvelle-Zélande             | BePink                       | + 6 min 46 s                 |
| 4e                           | Anna van der Breggen         | Pays-Bas                     | Sengers                      | + 8 min 56 s                 |
| 5e                           | Jessie Daams                 | Belgique                     | Boels Dolmans                | + 10 min 09 s                |
| 6e                           | Pauline Ferrand-Prévot       | France                       | Rabo Women                   | + 17 min 13 s                |
| 7e                           | Dalia Muccioli               | Italie                       | BePink                       | + 17 min 35 s                |
| 8e                           | Serika Gulumá                | Colombie                     | Vaiano Fondriest             | + 20 min 38 s                |
| 9e                           | Íngrid Drexel                | Mexique                      | Pasta Zara-Cogeas            | + 24 min 20 s                |
| 10e                          | Valentina Scandolara         | Italie                       | MCipollini-Giordana          | + 27 min 42 s                |

| Classement de la meilleure Italienne | Classement de la meilleure Italienne | Classement de la meilleure Italienne | Classement de la meilleure Italienne | Classement de la meilleure Italienne |
|                                      | Coureur                              | Pays                                 | Équipe                               | Temps                                |
| ------------------------------------ | ------------------------------------ | ------------------------------------ | ------------------------------------ | ------------------------------------ |
| 1er                                  | Tatiana Guderzo                      | Italie                               | MCipollini Giordana                  | en 20 h 31 min 48 s                  |
| 2e                                   | Francesca Cauz                       | Italie                               | Top Girls Fassa Bortolo              | + 2 min 52 s                         |
| 3e                                   | Rossella Ratto                       | Italie                               | Hitec Products                       | + 6 min 26 s                         |
| modifier                             |                                      |                                      |                                      |                                      |

## Évolution des classements
| Étape              |                             | Vainqueur _      | Classement général | Classement par points | Meilleur grimpeur    | Meilleur jeune       | Nationalité       |
| ------------------ | --------------------------- | ---------------- | ------------------ | --------------------- | -------------------- | -------------------- | ----------------- |
| 1re étape          | étape de plaine             | Kirsten Wild     | Marianne Vos       | Kirsten Wild          | Valentina Scandolara | Julie Norman Leth    | Marta Tagliaferro |
| 2e étape           | étape de plaine             | Giorgia Bronzini | Marianne Vos       | Marianne Vos          | Valentina Scandolara | Barbara Guarischi    | Marta Tagliaferro |
| 3e étape           | étape vallonnée             | Marianne Vos     | Marianne Vos       | Marianne Vos          | Valentina Scandolara | Rossella Ratto       | Tatiana Guderzo   |
| 4e étape           | étape de plaine             | Marianne Vos     | Marianne Vos       | Marianne Vos          | Marianne Vos         | Anna van der Breggen | Tatiana Guderzo   |
| 5e étape           | étape de montagne           | Mara Abbott      | Mara Abbott        | Marianne Vos          | Tiffany Cromwell     | Francesca Cauz       | Tatiana Guderzo   |
| 6e étape           | étape de montagne           | Mara Abbott      | Mara Abbott        | Marianne Vos          | Mara Abbott          | Francesca Cauz       | Tatiana Guderzo   |
| 7e étape           | étape de plaine             | Marianne Vos     | Mara Abbott        | Marianne Vos          | Mara Abbott          | Francesca Cauz       | Tatiana Guderzo   |
| 8e étape           | contre-la-montre individuel | Ellen van Dijk   | Mara Abbott        | Marianne Vos          | Mara Abbott          | Francesca Cauz       | Tatiana Guderzo   |
| Classements finals | Classements finals          |                  | Mara Abbott        | Marianne Vos          | Mara Abbott          | Francesca Cauz       | Tatiana Guderzo   |

## Bilan
.

## Liste des participantes
| Légende                             | Légende                                                                                              | Légende                                | Légende |
| ----------------------------------- | --- | -------------------------------------- | --- |
| Num                                 | Dossard de départ porté par la coureuse sur ce Tour d'Italie féminin                                 | Pos                                    | Position finale au classement général                                                                         |
| Leader du classement général        | Indique la vainqueur du classement général                                                           | Leader du classement des sprints       | Indique la vainqueur du classement par points                                                                 |
| Leader du classement de la montagne | Indique la vainqueur du classement de la montagne                                                    | Leader du classement du meilleur jeune | Indique la vainqueur du classement de la meilleure jeune                                                      |
|                                     | Indique un maillot de champion national ou mondial, suivi de sa spécialité                           | Leader du classement par points        | Indique la vainqueur du classement de la meilleure italienne                                                  |
| #                                   | Indique la meilleure équipe                                                                          | NP                                     | Indique une coureuse qui n'a pas pris le départ d'une étape, suivi du numéro de l'étape où elle s'est retirée |
| AB                                  | Indique une coureuse qui n'a pas terminé une étape, suivi du numéro de l'étape où elle s'est retirée | HD                                     | Indique une coureuse qui a terminé une étape hors des délais, suivi du numéro de l'étape                      |
| *                                   | Indique une coureuse en lice pour le classement de la meilleure jeune (coureuses nées après le )     |                                        | |

| Rabo Women RBW | Rabo Women RBW                        | Rabo Women RBW |
| -------------- | ------------------------------------- | -------------- |
| Num            | Coureur                               | Pos            |
| 1              | Marianne Vos (NED) (route)            | 6e             |
| 2              | Lucinda Brand (NED) (route)           | 32e            |
| 3              | Megan Guarnier (USA)                  | 15e            |
| 4              | Pauline Ferrand-Prévot (FRA) (chrono) | 28e            |
| 5              | Roxane Knetemann (NED)                | 38e            |
| 6              | Iris Slappendel (NED)                 | 83e            |
| 7              | Sabrina Stultiens (NED)               | AB-5           |
| 8              | Annemiek van Vleuten (NED)            | AB-5           |

| Pays-Bas NED | Pays-Bas NED         | Pays-Bas NED |
| ------------ | -------------------- | ------------ |
| Num          | Coureur              | Pos          |
| 11           | Kirsten Wild         | 69e          |
| 12           | Anouska Koster       | 92e          |
| 13           | Anna van der Breggen | 18e          |
| 14           | Ilona Hoeksma        | 117e         |
| 15           | Amy Pieters          | 40e          |
| 16           | Sophie de Boer       | 71e          |
| 17           | Rozanne Slik         | 75e          |
| 18           | Willeke Knol         | 108e         |

| Boels Dolmans DLT | Boels Dolmans DLT           | Boels Dolmans DLT |
| ----------------- | --------------------------- | ----------------- |
| Num               | Coureur                     | Pos               |
| 21                | Romy Kasper (GER)           | 51e               |
| 22                | Marieke van Wanroij (NED)   | 98e               |
| 23                | Adrie Visser (NED)          | 43e               |
| 24                | Kim de Baat (NED)           | 122e              |
| 25                | Jessie Daams (BEL) (chrono) | 20e               |
| 26                | Martine Bras (NED)          | 82e               |
| 27                | Emma Trott (GBR)            | 77e               |

| Wiggle Honda WHT | Wiggle Honda WHT               | Wiggle Honda WHT |
| ---------------- | ------------------------------ | ---------------- |
| Num              | Coureur                        | Pos              |
| 31               | Giorgia Bronzini (ITA)         | 72e              |
| 32               | Linda Villumsen (NZL) (chrono) | 14e              |
| 33               | Emily Collins (NZL)            | 81e              |
| 34               | Anna-Bianca Schnitzmeier (GER) | 90e              |
| 35               | Lauren Kitchen (AUS)           | 99e              |
| 36               | Rochelle Gilmore (AUS)         | NP-5             |
| 37               | Mayuko Hagiwara (JPN)          | 66e              |
| 38               | Charlotte Becker (GER)         | 58e              |

| Lotto Belisol Ladies LBL | Lotto Belisol Ladies LBL                 | Lotto Belisol Ladies LBL |
| ------------------------ | ---------------------------------------- | ------------------------ |
| Num                      | Coureur                                  | Pos                      |
| 41                       | Marijn de Vries (NED)                    | 76e                      |
| 42                       | Kaat Hannes (BEL)                        | NP-4                     |
| 43                       | Michal Ella (ISR)                        | AB-5                     |
| 44                       | Sharon Laws (GBR)                        | 79e                      |
| 45                       | Ashleigh Moolman (RSA) (route et chrono) | 8e                       |
| 46                       | Céline Van Severen (BEL)                 | NP-4                     |
| 47                       | Kim Schoonbaert (BEL)                    | 114e                     |
| 48                       | Carlee Taylor (AUS)                      | 26e                      |

| MCipollini-Giordana MCG | MCipollini-Giordana MCG          | MCipollini-Giordana MCG |
| ----------------------- | -------------------------------- | ----------------------- |
| Num                     | Coureur                          | Pos                     |
| 51                      | Valentina Carretta (ITA)         | 30e                     |
| 52                      | Tatiana Guderzo (ITA) (chrono)   | 2e                      |
| 53                      | Valentina Scandolara (ITA)       | 37e                     |
| 54                      | Marta Tagliaferro (ITA)          | 86e                     |
| 55                      | Sara Grifi (ITA)                 | 123e                    |
| 56                      | Małgorzata Jasińska (POL)        | 55e                     |
| 57                      | Tatiana Antoshina (RUS) (chrono) | 13e                     |
| 58                      | Sari Saarelainen (FIN)           | 42e                     |

| Top Girls Fassa Bortolo TOG | Top Girls Fassa Bortolo TOG | Top Girls Fassa Bortolo TOG |
| --------------------------- | --------------------------- | --------------------------- |
| Num                         | Coureur                     | Pos                         |
| 61                          | Elena Berlato (ITA)         | 36e                         |
| 62                          | Irene Bitto (ITA)           | 104e                        |
| 63                          | Francesca Cauz (ITA)        | 7e                          |
| 65                          | Jennifer Fiori (ITA)        | 19e                         |
| 66                          | Chiara Pierobon (ITA)       | 107e                        |
| 67                          | Francesca Stefani (ITA)     | 124e                        |
| 68                          | Elena Valentini (ITA)       | 54e                         |

| Specialized-Lululemon SLU | Specialized-Lululemon SLU     | Specialized-Lululemon SLU |
| ------------------------- | ----------------------------- | ------------------------- |
| Num                       | Coureur                       | Pos                       |
| 71                        | Evelyn Stevens (USA)          | 5e                        |
| 72                        | Ellen van Dijk (NED) (chrono) | 24e                       |
| 73                        | Trixi Worrack (GER) (route)   | NP-8                      |
| 74                        | Tayler Wiles (USA)            | 95e                       |
| 75                        | Ally Stacher (USA)            | 113e                      |
| 76                        | Katie Colclough (GBR)         | AB-1                      |
| 77                        | Carmen Small (USA) (chrono)   | 78e                       |
| 78                        | Loren Rowney (AUS)            | 61e                       |

| Pasta Zara-Cogeas PZC | Pasta Zara-Cogeas PZC                   | Pasta Zara-Cogeas PZC |
| --------------------- | --------------------------------------- | --------------------- |
| Num                   | Coureur                                 | Pos                   |
| 81                    | Giada Borgato (ITA)                     | 74e                   |
| 82                    | Martina Růžičková (CZE)                 | AB-3                  |
| 83                    | Inga Čilvinaitė (LTU) (route et chrono) | AB                    |
| 84                    | Íngrid Drexel (MEX) (route et chrono)   | 34e                   |
| 85                    | Véronique Fortin (CAN)                  | 25e                   |
| 87                    | Edita Janeliūnaitė (LTU)                | AB-4                  |
| 88                    | Lorena Vargas (COL) (chrono)            | 44e                   |

| Hitec Products UCK HPU | Hitec Products UCK HPU       | Hitec Products UCK HPU |
| ---------------------- | ---------------------------- | ---------------------- |
| Num                    | Coureur                      | Pos                    |
| 91                     | Rossella Ratto (ITA)         | 12e                    |
| 92                     | Julie Norman Leth (DEN)      | 91e                    |
| 94                     | Cecilie Gotaas Johnsen (NOR) | 89e                    |
| 95                     | Emilia Fahlin (SWE) (chrono) | 87e                    |
| 96                     | Chloe Hosking (AUS)          | NP-2                   |
| 97                     | Miriam Bjørnsrud (NOR)       | NP-4                   |

| Tibco-To the Top TIB | Tibco-To the Top TIB     | Tibco-To the Top TIB |
| -------------------- | ------------------------ | -------------------- |
| Num                  | Coureur                  | Pos                  |
| 101                  | Claudia Häusler (GER)    | 3e                   |
| 102                  | Shelley Olds (USA)       | 80e                  |
| 103                  | Chantal Blaak (NED)      | NP-5                 |
| 104                  | Joanne Kiesanowski (NZL) | 46e                  |
| 105                  | Jasmin Duehring (CAN)    | 52e                  |
| 106                  | Lauren Stephens (USA)    | 47e                  |

| Faren-Let's Go Finland FLF | Faren-Let's Go Finland FLF       | Faren-Let's Go Finland FLF |
| -------------------------- | -------------------------------- | -------------------------- |
| Num                        | Coureur                          | Pos                        |
| 111                        | Fabiana Luperini (ITA)           | DQ-6                       |
| 112                        | Marta Bastianelli (ITA)          | 70e                        |
| 113                        | Elena Cecchini (ITA)             | NP-4                       |
| 114                        | Giuseppina Grassi (MEX)          | 118e                       |
| 115                        | Christel Ferrier-Bruneau (FRA)   | 35e                        |
| 116                        | Jutta Nieminen (FIN)             | AB-7                       |
| 117                        | Patricia Schwager (SUI) (chrono) | 63e                        |
| 118                        | Susanna Zorzi (ITA)              | 48e                        |

| Vaiano Fondriest VAI | Vaiano Fondriest VAI        | Vaiano Fondriest VAI |
| -------------------- | --------------------------- | -------------------- |
| Num                  | Coureur                     | Pos                  |
| 121                  | Kataržina Sosna (LTU)       | 110e                 |
| 122                  | Valentina Bastianelli (ITA) | 88e                  |
| 123                  | Alessandra D'Ettorre (ITA)  | 59e                  |
| 124                  | Barbara Guarischi (ITA)     | 67e                  |
| 125                  | Alessia Martini (ITA)       | 127e                 |
| 126                  | Serika Gulumá (COL) (route) | 31e                  |
| 127                  | Anna Trevisi (ITA)          | AB-7                 |
| 128                  | Chiara Vannucci (ITA)       | NP-4                 |

| SC Michela Fanini Rox MIC | SC Michela Fanini Rox MIC          | SC Michela Fanini Rox MIC |
| ------------------------- | ---------------------------------- | ------------------------- |
| Num                       | Coureur                            | Pos                       |
| 141                       | Edwige Pitel (FRA)                 | 21e                       |
| 142                       | Aude Biannic (FRA)                 | 45e                       |
| 143                       | Liisi Rist (EST) (route et chrono) | 100e                      |
| 144                       | Yevheniya Vysotska (UKR)           | 9e                        |
| 145                       | Mireia Epelde (ESP)                | 85e                       |
| 146                       | Azzurra D'Intino (ITA)             | 109e                      |
| 147                       | Lara Vieceli (ITA)                 | 106e                      |
| 148                       | Jutatip Maneephan (THA)            | 126e                      |

| RusVelo RVL | RusVelo RVL                   | RusVelo RVL |
| ----------- | ----------------------------- | ----------- |
| Num         | Coureur                       | Pos         |
| 151         | Elena Kuchinskaya (RUS)       | 33e         |
| 152         | Alexandra Burtschenkowa (RUS) | 27e         |
| 153         | Oxana Kozonchuk (RUS)         | 53e         |
| 155         | Aizhan Zhaparova (RUS)        | 39e         |
| 157         | Anastasia Tchulkova (RUS)     | 41e         |
| 158         | Ievguenia Moudraïa (RUS)      | AB-2        |

| Bizkaia-Durango BPD | Bizkaia-Durango BPD           | Bizkaia-Durango BPD |
| ------------------- | ----------------------------- | ------------------- |
| Num                 | Coureur                       | Pos                 |
| 161                 | Joanne Hogan (AUS)            | 56e                 |
| 162                 | Anna Sanchis (ESP) (chrono)   | 16e                 |
| 163                 | Ruth Corset (AUS)             | 22e                 |
| 164                 | Ane Santesteban (ESP) (route) | 68e                 |
| 165                 | Dorleta Eskamendi Gil (ESP)   | 96e                 |
| 166                 | Mayalen Noriega (ESP)         | 121e                |
| 167                 | Polona Batagelj (SLO) (route) | 62e                 |
| 168                 | Irene San Sebastián (ESP)     | 93e                 |

| États-Unis USA | États-Unis USA  | États-Unis USA |
| -------------- | --------------- | -------------- |
| Num            | Coureur         | Pos            |
| 171            | Mara Abbott     | 1re            |
| 172            | Kristin McGrath | 73e            |
| 173            | Janel Holcomb   | 116e           |
| 174            | Lauren Hall     | 94e            |
| 175            | Brianna Walle   | 97e            |
| 176            | Ruth Edwards    | 102e           |
| 177            | Andrea Dvorak   | 49e            |
| 178            | Lauren Tamayo   | 101e           |

| Orica-AIS GEW | Orica-AIS GEW               | Orica-AIS GEW |
| ------------- | --------------------------- | ------------- |
| Num           | Coureur                     | Pos           |
| 181           | Tiffany Cromwell (AUS)      | 11e           |
| 182           | Amanda Spratt (AUS)         | 23e           |
| 183           | Shara Gillow (AUS) (chrono) | 4e            |
| 184           | Gracie Elvin (AUS) (route)  | 60e           |
| 185           | Melissa Hoskins (AUS)       | 84e           |
| 186           | Jessie MacLean (AUS)        | 64e           |
| 187           | Loes Gunnewijk (NED)        | 57e           |
| 188           | Gu Sun-Geun (KOR)           | AB-1          |

| Servetto Footon SEF | Servetto Footon SEF      | Servetto Footon SEF |
| ------------------- | ------------------------ | ------------------- |
| Num                 | Coureur                  | Pos                 |
| 191                 | Annalisa Cucinotta (ITA) | 120e                |
| 192                 | Marina Lari (ITA)        | 112e                |
| 193                 | Simona Bortolotti (ITA)  | 125e                |
| 194                 | Veronica Cornolti (ITA)  | 115e                |
| 195                 | Corinna Defile (ITA)     | HD-8                |
| 196                 | Emma Marcelli (ITA)      | 105e                |
| 197                 | Giorgia Nanni (ITA)      | 119e                |
| 198                 | Jasmine Dotti (ITA)      | AB-5                |

| BePink BPK | BePink BPK                               | BePink BPK |
| ---------- | ---------------------------------------- | ---------- |
| Num        | Coureur                                  | Pos        |
| 201        | Alena Amialiusik (BLR) (route et chrono) | 10e        |
| 202        | Georgia Williams (NZL)                   | 17e        |
| 203        | Dalia Muccioli (ITA) (route)             | 29e        |
| 204        | Silvia Valsecchi (ITA)                   | 65e        |
| 204        | Doris Schweizer (SUI) (route)            | 103e       |
| 205        | Alice Algisi (ITA)                       | 111e       |
| 206        | Ilaria Sanguineti (ITA)                  | AB-6       |
| 207        | Simona Frapporti (ITA)                   | AB-4       |

| Rabo Women RBW | Rabo Women RBW                        | Rabo Women RBW |
| -------------- | ------------------------------------- | -------------- |
| Num            | Coureur                               | Pos            |
| 1              | Marianne Vos (NED) (route)            | 6e             |
| 2              | Lucinda Brand (NED) (route)           | 32e            |
| 3              | Megan Guarnier (USA)                  | 15e            |
| 4              | Pauline Ferrand-Prévot (FRA) (chrono) | 28e            |
| 5              | Roxane Knetemann (NED)                | 38e            |
| 6              | Iris Slappendel (NED)                 | 83e            |
| 7              | Sabrina Stultiens (NED)               | AB-5           |
| 8              | Annemiek van Vleuten (NED)            | AB-5           |

| Pays-Bas NED | Pays-Bas NED         | Pays-Bas NED |
| ------------ | -------------------- | ------------ |
| Num          | Coureur              | Pos          |
| 11           | Kirsten Wild         | 69e          |
| 12           | Anouska Koster       | 92e          |
| 13           | Anna van der Breggen | 18e          |
| 14           | Ilona Hoeksma        | 117e         |
| 15           | Amy Pieters          | 40e          |
| 16           | Sophie de Boer       | 71e          |
| 17           | Rozanne Slik         | 75e          |
| 18           | Willeke Knol         | 108e         |

| Boels Dolmans DLT | Boels Dolmans DLT           | Boels Dolmans DLT |
| ----------------- | --------------------------- | ----------------- |
| Num               | Coureur                     | Pos               |
| 21                | Romy Kasper (GER)           | 51e               |
| 22                | Marieke van Wanroij (NED)   | 98e               |
| 23                | Adrie Visser (NED)          | 43e               |
| 24                | Kim de Baat (NED)           | 122e              |
| 25                | Jessie Daams (BEL) (chrono) | 20e               |
| 26                | Martine Bras (NED)          | 82e               |
| 27                | Emma Trott (GBR)            | 77e               |

| Wiggle Honda WHT | Wiggle Honda WHT               | Wiggle Honda WHT |
| ---------------- | ------------------------------ | ---------------- |
| Num              | Coureur                        | Pos              |
| 31               | Giorgia Bronzini (ITA)         | 72e              |
| 32               | Linda Villumsen (NZL) (chrono) | 14e              |
| 33               | Emily Collins (NZL)            | 81e              |
| 34               | Anna-Bianca Schnitzmeier (GER) | 90e              |
| 35               | Lauren Kitchen (AUS)           | 99e              |
| 36               | Rochelle Gilmore (AUS)         | NP-5             |
| 37               | Mayuko Hagiwara (JPN)          | 66e              |
| 38               | Charlotte Becker (GER)         | 58e              |

| Lotto Belisol Ladies LBL | Lotto Belisol Ladies LBL                 | Lotto Belisol Ladies LBL |
| ------------------------ | ---------------------------------------- | ------------------------ |
| Num                      | Coureur                                  | Pos                      |
| 41                       | Marijn de Vries (NED)                    | 76e                      |
| 42                       | Kaat Hannes (BEL)                        | NP-4                     |
| 43                       | Michal Ella (ISR)                        | AB-5                     |
| 44                       | Sharon Laws (GBR)                        | 79e                      |
| 45                       | Ashleigh Moolman (RSA) (route et chrono) | 8e                       |
| 46                       | Céline Van Severen (BEL)                 | NP-4                     |
| 47                       | Kim Schoonbaert (BEL)                    | 114e                     |
| 48                       | Carlee Taylor (AUS)                      | 26e                      |

| MCipollini-Giordana MCG | MCipollini-Giordana MCG          | MCipollini-Giordana MCG |
| ----------------------- | -------------------------------- | ----------------------- |
| Num                     | Coureur                          | Pos                     |
| 51                      | Valentina Carretta (ITA)         | 30e                     |
| 52                      | Tatiana Guderzo (ITA) (chrono)   | 2e                      |
| 53                      | Valentina Scandolara (ITA)       | 37e                     |
| 54                      | Marta Tagliaferro (ITA)          | 86e                     |
| 55                      | Sara Grifi (ITA)                 | 123e                    |
| 56                      | Małgorzata Jasińska (POL)        | 55e                     |
| 57                      | Tatiana Antoshina (RUS) (chrono) | 13e                     |
| 58                      | Sari Saarelainen (FIN)           | 42e                     |

| Top Girls Fassa Bortolo TOG | Top Girls Fassa Bortolo TOG | Top Girls Fassa Bortolo TOG |
| --------------------------- | --------------------------- | --------------------------- |
| Num                         | Coureur                     | Pos                         |
| 61                          | Elena Berlato (ITA)         | 36e                         |
| 62                          | Irene Bitto (ITA)           | 104e                        |
| 63                          | Francesca Cauz (ITA)        | 7e                          |
| 65                          | Jennifer Fiori (ITA)        | 19e                         |
| 66                          | Chiara Pierobon (ITA)       | 107e                        |
| 67                          | Francesca Stefani (ITA)     | 124e                        |
| 68                          | Elena Valentini (ITA)       | 54e                         |

| Specialized-Lululemon SLU | Specialized-Lululemon SLU     | Specialized-Lululemon SLU |
| ------------------------- | ----------------------------- | ------------------------- |
| Num                       | Coureur                       | Pos                       |
| 71                        | Evelyn Stevens (USA)          | 5e                        |
| 72                        | Ellen van Dijk (NED) (chrono) | 24e                       |
| 73                        | Trixi Worrack (GER) (route)   | NP-8                      |
| 74                        | Tayler Wiles (USA)            | 95e                       |
| 75                        | Ally Stacher (USA)            | 113e                      |
| 76                        | Katie Colclough (GBR)         | AB-1                      |
| 77                        | Carmen Small (USA) (chrono)   | 78e                       |
| 78                        | Loren Rowney (AUS)            | 61e                       |

| Pasta Zara-Cogeas PZC | Pasta Zara-Cogeas PZC                   | Pasta Zara-Cogeas PZC |
| --------------------- | --------------------------------------- | --------------------- |
| Num                   | Coureur                                 | Pos                   |
| 81                    | Giada Borgato (ITA)                     | 74e                   |
| 82                    | Martina Růžičková (CZE)                 | AB-3                  |
| 83                    | Inga Čilvinaitė (LTU) (route et chrono) | AB                    |
| 84                    | Íngrid Drexel (MEX) (route et chrono)   | 34e                   |
| 85                    | Véronique Fortin (CAN)                  | 25e                   |
| 87                    | Edita Janeliūnaitė (LTU)                | AB-4                  |
| 88                    | Lorena Vargas (COL) (chrono)            | 44e                   |

| Hitec Products UCK HPU | Hitec Products UCK HPU       | Hitec Products UCK HPU |
| ---------------------- | ---------------------------- | ---------------------- |
| Num                    | Coureur                      | Pos                    |
| 91                     | Rossella Ratto (ITA)         | 12e                    |
| 92                     | Julie Norman Leth (DEN)      | 91e                    |
| 94                     | Cecilie Gotaas Johnsen (NOR) | 89e                    |
| 95                     | Emilia Fahlin (SWE) (chrono) | 87e                    |
| 96                     | Chloe Hosking (AUS)          | NP-2                   |
| 97                     | Miriam Bjørnsrud (NOR)       | NP-4                   |

| Tibco-To the Top TIB | Tibco-To the Top TIB     | Tibco-To the Top TIB |
| -------------------- | ------------------------ | -------------------- |
| Num                  | Coureur                  | Pos                  |
| 101                  | Claudia Häusler (GER)    | 3e                   |
| 102                  | Shelley Olds (USA)       | 80e                  |
| 103                  | Chantal Blaak (NED)      | NP-5                 |
| 104                  | Joanne Kiesanowski (NZL) | 46e                  |
| 105                  | Jasmin Duehring (CAN)    | 52e                  |
| 106                  | Lauren Stephens (USA)    | 47e                  |

| Faren-Let's Go Finland FLF | Faren-Let's Go Finland FLF       | Faren-Let's Go Finland FLF |
| -------------------------- | -------------------------------- | -------------------------- |
| Num                        | Coureur                          | Pos                        |
| 111                        | Fabiana Luperini (ITA)           | DQ-6                       |
| 112                        | Marta Bastianelli (ITA)          | 70e                        |
| 113                        | Elena Cecchini (ITA)             | NP-4                       |
| 114                        | Giuseppina Grassi (MEX)          | 118e                       |
| 115                        | Christel Ferrier-Bruneau (FRA)   | 35e                        |
| 116                        | Jutta Nieminen (FIN)             | AB-7                       |
| 117                        | Patricia Schwager (SUI) (chrono) | 63e                        |
| 118                        | Susanna Zorzi (ITA)              | 48e                        |

| Vaiano Fondriest VAI | Vaiano Fondriest VAI        | Vaiano Fondriest VAI |
| -------------------- | --------------------------- | -------------------- |
| Num                  | Coureur                     | Pos                  |
| 121                  | Kataržina Sosna (LTU)       | 110e                 |
| 122                  | Valentina Bastianelli (ITA) | 88e                  |
| 123                  | Alessandra D'Ettorre (ITA)  | 59e                  |
| 124                  | Barbara Guarischi (ITA)     | 67e                  |
| 125                  | Alessia Martini (ITA)       | 127e                 |
| 126                  | Serika Gulumá (COL) (route) | 31e                  |
| 127                  | Anna Trevisi (ITA)          | AB-7                 |
| 128                  | Chiara Vannucci (ITA)       | NP-4                 |

| SC Michela Fanini Rox MIC | SC Michela Fanini Rox MIC          | SC Michela Fanini Rox MIC |
| ------------------------- | ---------------------------------- | ------------------------- |
| Num                       | Coureur                            | Pos                       |
| 141                       | Edwige Pitel (FRA)                 | 21e                       |
| 142                       | Aude Biannic (FRA)                 | 45e                       |
| 143                       | Liisi Rist (EST) (route et chrono) | 100e                      |
| 144                       | Yevheniya Vysotska (UKR)           | 9e                        |
| 145                       | Mireia Epelde (ESP)                | 85e                       |
| 146                       | Azzurra D'Intino (ITA)             | 109e                      |
| 147                       | Lara Vieceli (ITA)                 | 106e                      |
| 148                       | Jutatip Maneephan (THA)            | 126e                      |

| RusVelo RVL | RusVelo RVL                   | RusVelo RVL |
| ----------- | ----------------------------- | ----------- |
| Num         | Coureur                       | Pos         |
| 151         | Elena Kuchinskaya (RUS)       | 33e         |
| 152         | Alexandra Burtschenkowa (RUS) | 27e         |
| 153         | Oxana Kozonchuk (RUS)         | 53e         |
| 155         | Aizhan Zhaparova (RUS)        | 39e         |
| 157         | Anastasia Tchulkova (RUS)     | 41e         |
| 158         | Ievguenia Moudraïa (RUS)      | AB-2        |

| Bizkaia-Durango BPD | Bizkaia-Durango BPD           | Bizkaia-Durango BPD |
| ------------------- | ----------------------------- | ------------------- |
| Num                 | Coureur                       | Pos                 |
| 161                 | Joanne Hogan (AUS)            | 56e                 |
| 162                 | Anna Sanchis (ESP) (chrono)   | 16e                 |
| 163                 | Ruth Corset (AUS)             | 22e                 |
| 164                 | Ane Santesteban (ESP) (route) | 68e                 |
| 165                 | Dorleta Eskamendi Gil (ESP)   | 96e                 |
| 166                 | Mayalen Noriega (ESP)         | 121e                |
| 167                 | Polona Batagelj (SLO) (route) | 62e                 |
| 168                 | Irene San Sebastián (ESP)     | 93e                 |

| États-Unis USA | États-Unis USA  | États-Unis USA |
| -------------- | --------------- | -------------- |
| Num            | Coureur         | Pos            |
| 171            | Mara Abbott     | 1re            |
| 172            | Kristin McGrath | 73e            |
| 173            | Janel Holcomb   | 116e           |
| 174            | Lauren Hall     | 94e            |
| 175            | Brianna Walle   | 97e            |
| 176            | Ruth Edwards    | 102e           |
| 177            | Andrea Dvorak   | 49e            |
| 178            | Lauren Tamayo   | 101e           |

| Orica-AIS GEW | Orica-AIS GEW               | Orica-AIS GEW |
| ------------- | --------------------------- | ------------- |
| Num           | Coureur                     | Pos           |
| 181           | Tiffany Cromwell (AUS)      | 11e           |
| 182           | Amanda Spratt (AUS)         | 23e           |
| 183           | Shara Gillow (AUS) (chrono) | 4e            |
| 184           | Gracie Elvin (AUS) (route)  | 60e           |
| 185           | Melissa Hoskins (AUS)       | 84e           |
| 186           | Jessie MacLean (AUS)        | 64e           |
| 187           | Loes Gunnewijk (NED)        | 57e           |
| 188           | Gu Sun-Geun (KOR)           | AB-1          |

| Servetto Footon SEF | Servetto Footon SEF      | Servetto Footon SEF |
| ------------------- | ------------------------ | ------------------- |
| Num                 | Coureur                  | Pos                 |
| 191                 | Annalisa Cucinotta (ITA) | 120e                |
| 192                 | Marina Lari (ITA)        | 112e                |
| 193                 | Simona Bortolotti (ITA)  | 125e                |
| 194                 | Veronica Cornolti (ITA)  | 115e                |
| 195                 | Corinna Defile (ITA)     | HD-8                |
| 196                 | Emma Marcelli (ITA)      | 105e                |
| 197                 | Giorgia Nanni (ITA)      | 119e                |
| 198                 | Jasmine Dotti (ITA)      | AB-5                |

| BePink BPK | BePink BPK                               | BePink BPK |
| ---------- | ---------------------------------------- | ---------- |
| Num        | Coureur                                  | Pos        |
| 201        | Alena Amialiusik (BLR) (route et chrono) | 10e        |
| 202        | Georgia Williams (NZL)                   | 17e        |
| 203        | Dalia Muccioli (ITA) (route)             | 29e        |
| 204        | Silvia Valsecchi (ITA)                   | 65e        |
| 204        | Doris Schweizer (SUI) (route)            | 103e       |
| 205        | Alice Algisi (ITA)                       | 111e       |
| 206        | Ilaria Sanguineti (ITA)                  | AB-6       |
| 207        | Simona Frapporti (ITA)                   | AB-4       |

Note : les numéros de dossard pour l'équipe des Pays-Bas et de la Bepink sont inconnus.

## Organisation et règlement de la course

### Partenaires
Le maillot rose est parrainé par Derma Fresh. La société Saugella apporte son soutien au classement de la montagne et Selle Italia à celui par points. Algida est partenaire du classement de la meilleure jeune tandis que Dama finance le classement de la meilleure italienne.

### Vidéos
| - (it) « étape 1 », sur Youtube (consulté le 1er décembre 2019) - (it) « étape 2 », sur Youtube (consulté le 1er décembre 2019) - (it) « étape 3 », sur Youtube (consulté le 1er décembre 2019) - (it) « étape 4 », sur Youtube (consulté le 1er décembre 2019) - (it) « étape 5 », sur Youtube (consulté le 1er décembre 2019) - (it) « étape 6, partie 1 », sur Youtube (consulté le 1er décembre 2019) - (it) « étape 6, partie 2 », sur Youtube (consulté le 1er décembre 2019) - (it) « étape 6, partie 3 », sur Youtube (consulté le 1er décembre 2019) - (it) « étape 6, partie 4 », sur Youtube (consulté le 1er décembre 2019) | - (it) « étape 7, partie 1 », sur Youtube (consulté le 1er décembre 2019) - (it) « étape 7, partie 2 », sur Youtube (consulté le 1er décembre 2019) - (it) « étape 7, partie 3 », sur Youtube (consulté le 1er décembre 2019) - (it) « étape 7, partie 4 », sur Youtube (consulté le 1er décembre 2019) - (it) « étape 8, partie 1 », sur Youtube (consulté le 1er décembre 2019) - (it) « étape 8, partie 2 », sur Youtube (consulté le 1er décembre 2019) - (it) « étape 8, partie 3 », sur Youtube (consulté le 1er décembre 2019) - (it) « étape 8, partie 4 », sur Youtube (consulté le 1er décembre 2019) |

### Autres
- (it) Site officiel